# 두 황제 문제

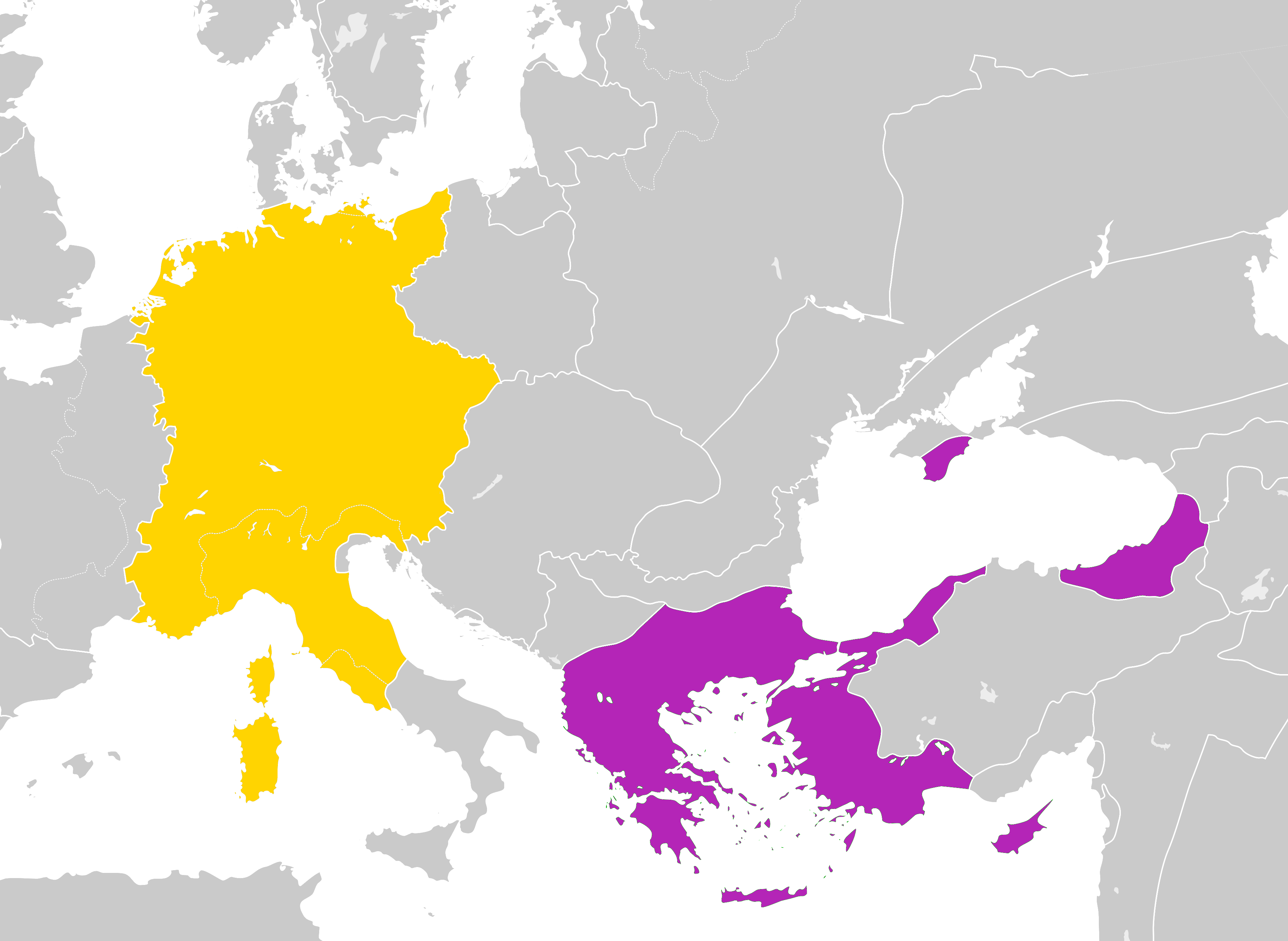
두 황제 문제는 주로 신성 로마 제국(노란색)과 동로마 제국(보라색)의 황제 중 어느 황제가 합법적인 로마의 황제인지에 대한 중세의 분쟁을 말한다. 두 나라의 국경은 서기 1190년을 기준으로 했다.

두 황제 문제(독일어: Zweikaiserproblem, 그리스어: πρόβλημα δύο αυτοκρατόρων)는 어떤 진정한 황제가 단 한 명뿐이라는 보편제국의 개념 사이와 종종 두 명(때로는 그 이상)의 사람이 동시에 직위를 주장했다는 사실의 역사적 모순에 대한 역사학 용어이다. 이러한 용어는 주로 중세 유럽과 관련하여 사용되며 특히 콘스탄티노폴리스의 동로마 황제와 현대의 독일과 오스트리아의 신성 로마 황제 사이에 어떤 황제가 합법적인 로마 황제를 계승하는지에 대한 오랜 논쟁에서 사용된다.
중세 기독교인들의 관점에서 로마 제국은 나누어질 수 없는 국가였고, 로마 제국의 공식적인 국경 안에 살지 않는 기독교인들에 대해서도 로마 제국 황제는 어느 정도의 영향을 갖고 있었다. 고대 후기에 서로마 제국이 멸망한 이후, 동로마(비잔티움) 제국(동방에 남아 있는 지역들을 대표함)은 그 자체로, 교황과 유럽 전역의 새로운 기독교 왕국의 합법적인 로마 제국으로 인정받았다. 이것은 797년 콘스탄티노스 6세가 눈이 먼 뒤 폐위되고 그의 어머니인 이리니 황후가 통치를 할 때까지 유지되었는데, 이리니 황후가 자주 언급되는 이유는 그녀가 여성으로서 황제가 되었기 때문이다. 교황 레오 3세는 이리니를 인정하지 않고 800년 프랑크인의 왕 카롤루스를 제국의 이전(translatio imperii)의 개념으로 로마 황제로 선언했다.
두 제국은 결국 서로의 통치자를 황제로 인정했지만, 비잔티움 제국은 신성 로마 황제를 '프랑크인의 황제'로, 나중에는 '독일인의 황제'로 언급하기 시작했고, 이에 신성 로마 제국에서는 비잔티움의 황제를 종종 '그리스인의 황제' 또는 '콘스탄티노폴의 황제'로 언급했으며, 이후에는 서로를 '로마인'으로 인정하지 않았다. 카롤루스의 대관식 이후 수 세기 동안 황실 칭호에 관한 분쟁은 신성 로마 제국-비잔티움 관계에서 가장 논쟁적인 문제 중 하나였으며, 이로 인한 군사적 행동은 일어나지 않았으나 이러한 분쟁은 두 제국 간의 관계를 크게 악화시켰다. 두 제국 간의 군사적 충돌이 일어나지 않은 것은 두 제국 사이의 지리적인 거리 때문이었을 것이다. 반면 비잔티움과 거리가 가까운 불가리아와 세르비아 등의 주변 국가들은 종종 제국의 칭호를 주장하며 비잔티움과의 군사적인 대립을 일으키기도 했다.
비잔티움 제국이 1204년 제4차 십자군으로 인해 일시적으로 전복되고 라틴 제국이 제국을 대체한 이후, 두 황제 간의 분쟁이 시작된 이후 처음으로 같은 종교 지도자를 따랐음에도 불구하고 분쟁은 지속되었다. 라틴 제국의 황제들은 신성 로마 황제를 합법적인 로마 제국으로 인정하면서도 자신들의 칭호 또한 주장했고, 신성 로마 제국은 이를 인정하지 않았다. 이에 결국 교황 인노첸시오 3세는 제국의 패권을 서(신성 로마 제국)와 동(비잔티움 제국)으로 나누는 제국 분할(divisio imperii)을 받아들였다. 라틴 제국은 1261년 팔레올로고스 왕조에 의해 부활한 비잔티움 제국에 의해 멸망했지만, 팔레올로고스 왕조는 1204년 이전의 비잔티움 제국의 권력만큼을 갖지 못했고, 이후의 황제들은 그 문제를 무시하고 서쪽의 국가들과 긴밀한 관계를 맺었다. 이것은 제국의 많은 적들에 대한 도움이 필요했기 때문이다.
두 황제 문제는 1453년 콘스탄티노폴리스가 함락된 이후에야 다시 나타났고, 이후 오스만 제국의 술탄 메흐메트 2세는 황제의 Kayser-i Rûm(로마의 카이사르)를 주장하고 보편적인 패권을 갖기를 열망했다. 1533년 콘스탄티노폴리스 조약에서 신성 로마 제국으로부터 황제로 인정받았지만, 신성 로마 제국의 황제들은 차례로 오스만 제국에게 황제로 인정되지 못했다. 1606년 술탄 아흐메트 1세가 즈시바토로크 조약에서 루돌프 2세를 황제로 인정하여 콘스탄티노폴리스와 서방과의 분쟁을 끝내기 전까지 오스만 제국에서는 신성 로마 제국의 황제들을 kıral(왕)이라는 다른 칭호로 따로 불렀다. 오스만 제국 외에도 러시아 차르국과 후기 러시아 제국도 비잔티움 제국의 로마 유산을 주장했으며, 나중에 그들은 스스로를 차르('카이사르'에서 파생됨)로, 이후 로마 황제를 칭했다. 신성 로마 황제들은 1726년까지 러시아의 제국 칭호에 대한 주장을 거부했고, 카를 6세는 동맹 관계를 맺기 위해 이를 인정했지만, 두 황제가 동등한 지위를 가지고 있다는 것은 인정하지 않았다.

## 배경

### 정치적 배경

1453년 멸망하기 전까지 동로마 제국의 영토 변화.

5세기에 서로마 제국이 멸망한 이후, 로마 제국의 문명은 비잔티움 제국(단순히 '로마 제국'이라고 자칭하지만)이라고 불리는 로마 제국의 나머지 동쪽의 절반에 존속했다. 고대의 로마 황제들이 그랬던 것처럼 동로마 황제들은 자신을 보편적인 통치자로 여겼다. 이것은 세계가 하나의 제국(로마 제국)과 하나의 교회로 이루어져 있고 제국의 서부 지역이 무너졌음에도 동쪽 지역은 살아남았다는 생각이었다. 이러한 생각을 실현시키려는 마지막 광범위한 시도는 6세기에 있었던 유스티니아누스 1세의 재정복 전쟁으로, 이 시도로 이탈리아와 북아프리카가 제국의 지배 아래로 돌아갔으나, 서쪽의 대정복에 대한 생각은 수 세기 동안 비잔티움의 황제들에게 꿈으로 남아 있었다.
제국은 북쪽과 동쪽의 중요한 국경에서 끊임없이 위협을 받았기 때문에 비잔티움 제국은 서쪽에 관심을 집중할 수 없었고 이후 서쪽의 점령지에서 비잔티움의 통제는 서서히 사라져 갔다. 그럼에도 불구하고, 비잔티움의 보편 제국에 대한 주장은 물리적으로는 회복되지 못하더라도 유럽에서 세속적, 종교적 권위에 의해 인정받았다. 5세기와 6세기에 고딕의 왕과 프랑크의 왕은 황제의 종주권을 인정했는데, 이것은 자신들이 로마의 일원임을 상징적으로 인정받음으로서 자신의 지위를 높이고 당시 세계 질서에서 지위를 부여받을 수 있었기 때문이었다. 이와 같이 비잔티움 제국의 황제는 서쪽 지역을 자신들의 부분으로 인식할 수 있었고, 일시적으로 (그들의 입장에서) 야만인들의 손에 넘어갔지만 여전히 공식적으로 황제가 서쪽 지역의 왕들에게 수여한 인정과 영예의 제도를 통해 자신의 통제 하에 있게 했다.
동쪽과 서쪽 관계의 결정적인 지정학적 전환점은 비잔티움의 황제 콘스탄티노스 5세(741~775)의 긴 통치 기간이었다. 콘스탄티노스 5세는 제국의 적들에 대한 성공적인 군사 작전을 수행했지만, 그의 노력은 제국에게 지금 당장의 위협이 되는 무슬림들과 불가르인들에게 집중되었다. 그렇기 때문에 이탈리아에 대한 방어는 소홀히 했다. 이탈리아에서 주요 비잔티움 행정 단위인 라벤나 총독부는 751년에 랑고바르드족에게 함락되어 북부 이탈리아에서의 비잔티움 제국의 지배를 끝냈다.
총독부의 붕괴는 근본적인 결과를 낳았다. 표면적으로 비잔티움의 봉신이었던 교황은 비잔티움의 지원이 더 이상 보장되지 않는다는 사실을 깨닫고 랑고바르드의 지원을 얻기 위해 서쪽의 주요 국가인 프랑크 왕국에 점점 더 의존하기 시작했다. 베네치아와 나폴리와 같은 비잔티움의 지배 하에 있었던 도시들은 민병대를 형성하여 효과적으로 비잔티움으로부터 독립했다. 비잔티움 제국의 권위는 코르시카와 사르데냐에서 행사되지 못했고, 남부 이탈리아에서의 종교적 권위는 황제에 의해 공식적으로 교황으로부터 콘스탄티노폴리스의 세계 총대주교에게 이전되었다. 이때부터 고대 로마 제국으로부터 이어져온 지중해 세계는 확실하게 동쪽 지역과 서쪽 지역으로 나누어졌다.

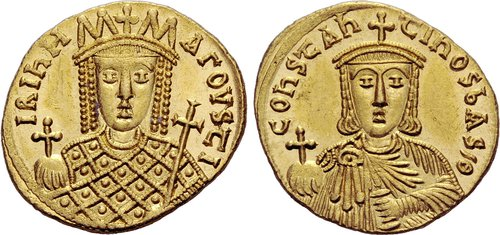
앞면의 이리니 황후(왼쪽)와 뒷면에 이리니의 아들인 콘스탄티노스 6세(오른쪽)를 담은 금화.

797년 젊은 황제 콘스탄티누스 6세는 그의 어머니이자 전 섭정이었던 이리니에게 붙잡혀 폐위되고 눈이 멀게 되었다. 그런 다음 그녀는 유일한 통치자로서 제국을 다스렸고, 여성으로서 그녀는 Basileus라는 표현 대신 Basilissa(재위 중의 황제의 아내였던 황후에게 사용된 표현)이라는 이름을 사용했다. 동시에 유럽의 정치 상황도 급변하고 있었다. 프랑크 왕국은 카롤루스의 치하에서 재조직되고 활성화되고 있었다. 이리니는 비잔티움의 황제가 되기 전에 교황과 좋은 관계를 유지했으나 황제가 된 이후 교황 레오 3세와의 관계가 나빠졌다. 동시에, 카롤루스의 궁전에서 앨퀸은 동방 정교회의 제국의 쇠퇴로 여겨지는 한 여성이 자신이 황제라고 주장했기 때문에 제국의 왕좌가 지금 비어 있다고 주장했다. 이러한 생각에 영감을 받아 여성 황제를 가증한 존재로 여겼던 교황 레오 3세도 역시 왕좌가 비어 있는 것으로 보기 시작했다. 800년에 카롤루스가 크리스마스를 맞아 로마를 방문했을 때 그는 다른 영토 통치자 중 하나가 아니라 유럽의 유일한 합법적 군주로 여겨졌으며, 같은 날 교황 레오 3세에게 로마 황제로 선포 받고 대관식을 받았다.

### 로마와 보편 제국의 사상

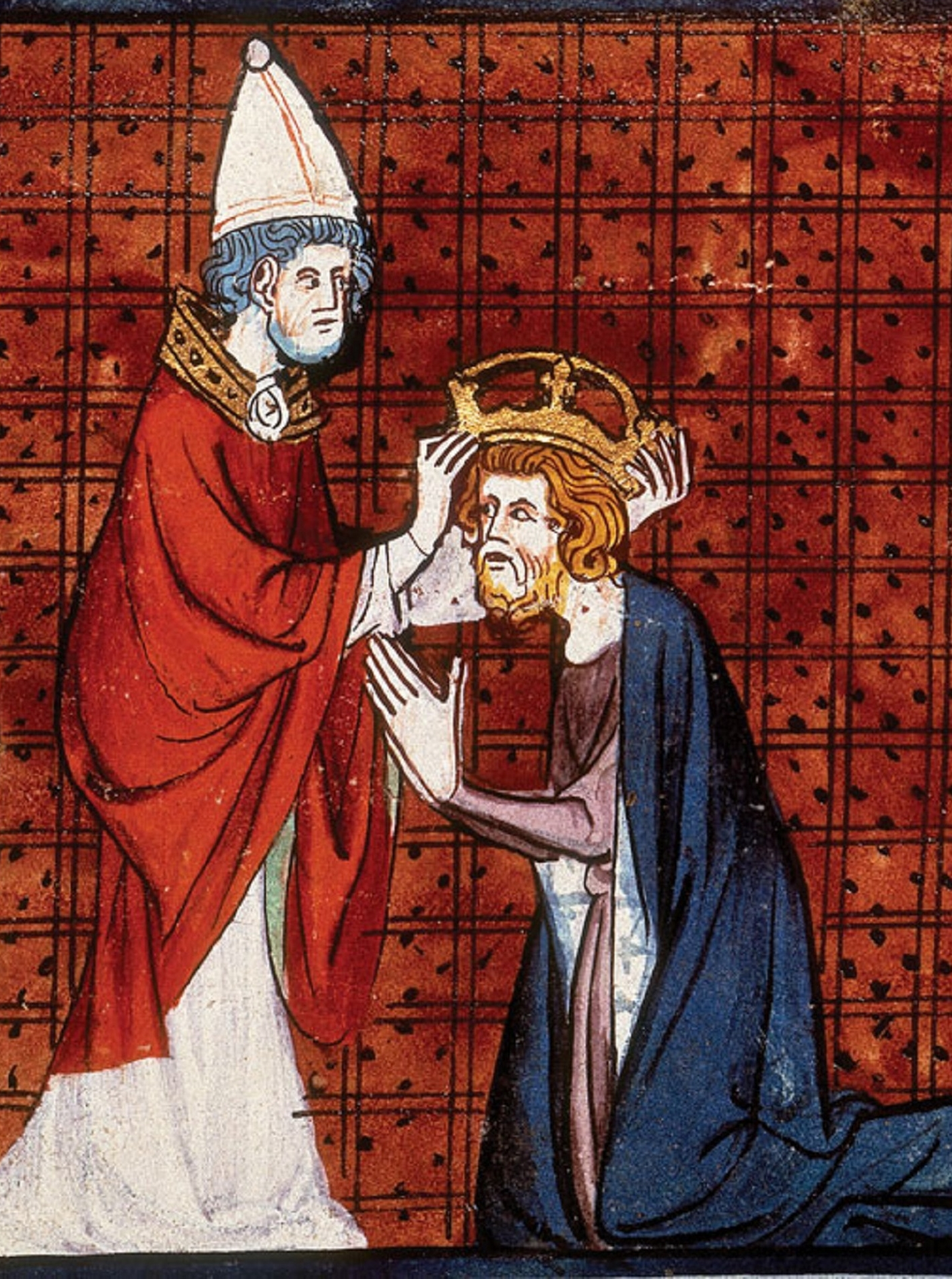
교황 레오 3세는 동로마 제국의 황제를 인정하지 않고 카롤루스를 황제로 즉위시켰다.

역사상 대부분의 위대한 제국들은 어떤 면에서는 보편군주제를 주장했다. 그 제국들은 어떤 국가나 다른 제국도 자신들과 동등하다고 인정하지 않았으며 전 세계(그리고 그 안에 있는 모든 사람들), 또는 심지어 우주 전체가 자신들에게 통치 받고 그것들이 자신들의 것이라고 주장했다. 현재에 알려진 세계 전체를 지배한 제국은 없었기 때문에 정복되지 않거나 지배받지 않는 사람들과 통합되지 않은 사람들은 일반적으로 야만인 취급을 받았으므로 더 이상 관심을 가질 가치가 없는 것으로 취급되거나 현실을 가장한 제국의 의식과 이념에 의해 완전히 무시되었다. 보편적 제국에 대한 매력은 보편적인 평화에 대한 생각이었다. 모든 인류가 하나의 제국에 통합되면 이론적으로 전쟁은 불가능하다. 로마 제국은 이러한 의미에서 '보편적 제국'의 한 예시이지만, 이 생각이 로마인들에게 국한되어 있던 것은 아니었고 아즈텍 제국이나 아케메네스 제국, 아시리아 제국 등의 초기 국가들에서도 표현되었다.
대부분의 '보편군주'들은 신을 통해 자신의 통치와 이념, 행동을 정당화했다. 자신을 신적 존재라고 선언하거나(또는 다른 사람들에 의해) 신을 대신하여 임명된 것으로서 자신의 통치는 이론적으로 하늘에서 승인했음을 주장했다. 종교를 제국과 제국의 군주와 연결함으로서 제국에 대한 복종은 신성한 복종 같은 것이 되었다. 전과 마찬가지로 고대 로마의 종교는 거의 같은 방식으로 기능했으며, 정복된 사람들은 로마 이전의 그들의 신앙과 상관 없이 제국 숭배에 참여할 것으로 예측되었다. 이러한 제국 숭배는 기독교(예수 그리스도가 명시적으로 '주님'으로 선언될 때)와 같은 종교에게 위협을 받았으며, 이것은 로마 제국 초기 동안 기독교인들을 박해한 원인 중 하나였다. 로마 제국에게 종교는 정권의 이념에 직접적으로 위협을 주었다. 4세기에 이르러 기독교가 로마 제국의 국교가 되었지만, 제국의 이념은 기독교가 국교가 된 이후로 이전의 것과는 알아볼 수 없을 정도로 변했다. 이전의 제국의 종교와 마찬가지로 기독교는 이제 제국을 하나로 묶었고 황제는 더 이상 신으로 여겨지지 않았지만 여전히 세속적, 영적 권위를 통합하면서 그리스도를 대신하여 기독교 교회의 통치자로 성공적으로 자리 잡았다.
비잔티움 제국에서 로마 제국의 정당한 후계자이자 기독교의 수장이었던 황제의 권위는 15세기에 제국이 멸망할 때까지 의심의 여지 없이 강력했다. 비잔티움 사람들은 그들의 황제가 지상에서 신이 임명한 통치자이자 신의 지구의 총독이며, 보편적이고 독점적인 황제권으로 인해 세계에서 최고 권위자라고 굳게 믿었다. 황제는 권력을 행사할 때 그 누구에게도 의존하지 않는 절대적인 통치자였다. 황제는 거룩함이라는 기운으로 장식되었고 이론적으로 신 이외의 누구에게도 책임을 지지 않았으며, 지상에서 신의 총독으로서의 황제의 권위도 이론적으로 무한했다. 본질적으로 비잔티움 제국의 이념은 보편적이고 절대적이었던 고대 로마 제국의 이념을 단순히 기독교화한 것 뿐이었다.
서로마 제국이 붕괴되고 비잔티움의 서쪽을 다시 장악하려는 시도가 무산되면서 서쪽에서 기독교는 교황이 대신하게 되었고 이후 서유럽에서 5~7세기 혼란스러운 상황에서 벗어난 다음에도 교황은 종교적 권위를 갖고 있었고, 새로운 프랑크인들은 가장 세속적인 권위를 갖고 있었다. 카롤루스의 로마 황제 즉위는 비잔티움 제국 황제들의 절대주의 사상과는 다른 사상을 표현한 것이었다. 동방의 황제가 세속적 제국과 영적인 교회를 모두 장악했지만, 서유럽에서 새로운 제국의 부상은 협력적인 노력이었으며 카롤루스의 세속적 권력은 전쟁을 통해 얻었지만 황제의 왕관은 교황으로부터 받았다. 황제와 교황 둘 다 서유럽에서 최종적인 권위를 주장하면서(성 베드로 성당의 후계자이자 신성하게 임명된 교회의 수호자로서 교황과 황제) 서로의 권위를 인정했지만 그들의 '이중 통치'는 많은 논쟁을 불러일으켰다(예를 들어, 서임권 투쟁이나 몇몇 대립교황의 흥망성쇠 등의).

## 신성 로마 제국-비잔티움 제국 분쟁

### 카롤루스 시대

#### 제국의 이념

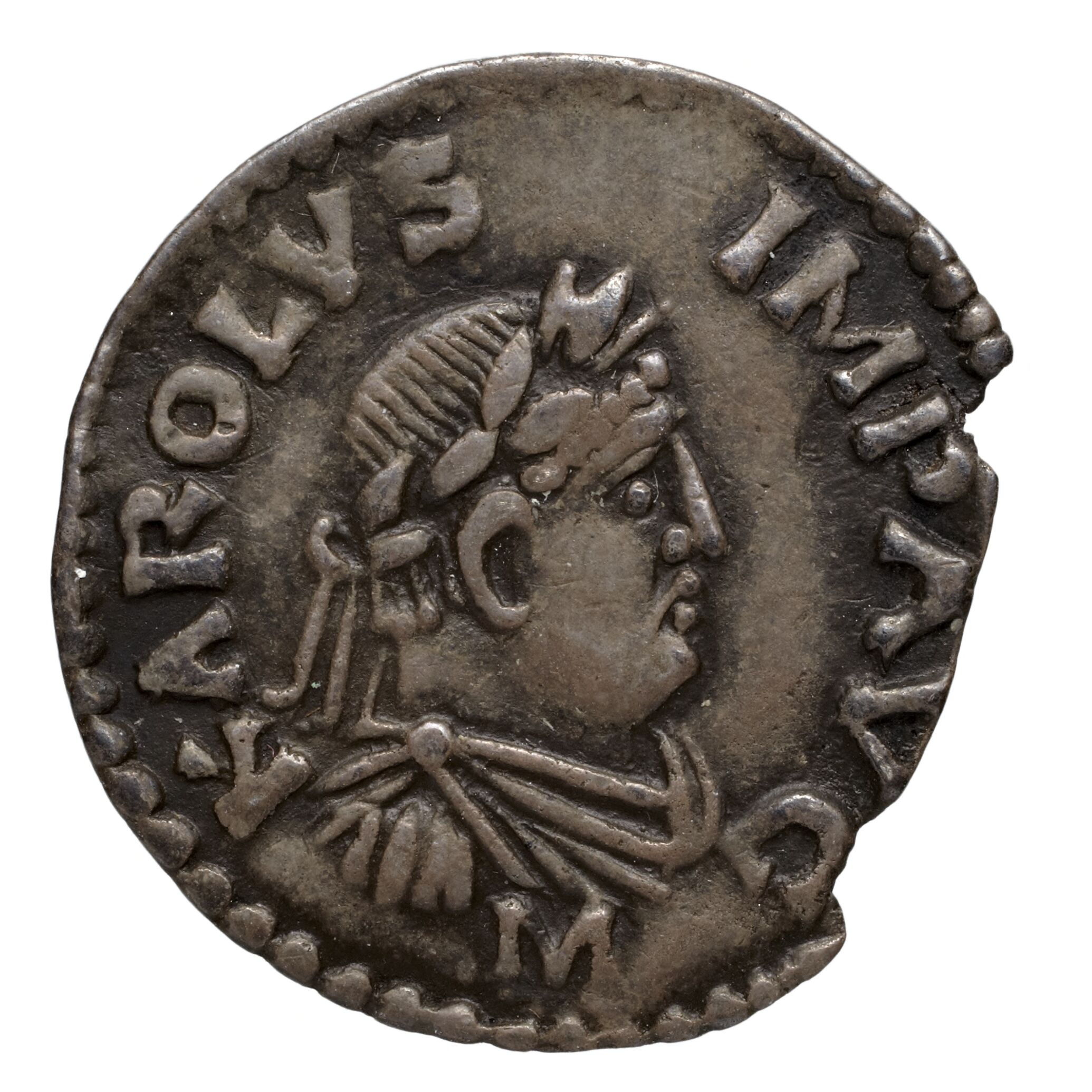
프랑크의 왕 카롤루스의 데나리우스, 그는 800년 교황 레오 3세에 의해 카롤루스 임페라토르 아우구스투스로 즉위했는데, 이것은 교황이 비잔티움 제국의 여자 황제 이리니를 인정하지 않았기 때문이다. 카롤루스의 즉위에 비잔티움은 이를 강하게 반대했다.

비잔티움 제국의 신민들은 스스로를 '로마인'(Rhomaioi)이라고 부르는 것을 멈추지 않았지만, 카롤루스의 대관식 이후 서유럽의 소식통에서는 비잔티움을 '그리스인'이라고 부르면서 동로마 제국의 유산을 부정했다. 이 이름 변경의 이면에 있는 특별한 것은 카롤루스의 대관식이 로마 제국의 서부와 동부로의 분할(divisio imperii)이나 옛 서로마 제국의 부활(renovatio imperii)을 의미하는 것이 아니라는 것이다. 오히려, 카롤루스의 대관식은 동쪽의 그리스에서 서쪽의 프랑크족으로 이전(translatio imperii)된 것을 의미했다. 서유럽의 동시대인들에게 카롤루스가 황제가 된 정당한 이유는 (교황의 승인을 제외하고) 그가 지배하던 영토들이었다. 갈리아, 독일, 이탈리아(로마 자체도 포함)의 옛 로마 땅들을 다스리고 동방의 비잔티움 황제가 버린 것으로 여겨진 이 땅에서 진정한 황제로서 활동했기 때문에 그는 서유럽인들에게 황제로 인정받았다.
동방의 비잔티움 황제의 보편적 통치 주장에 대한 명백한 반대를 한 것이지만 정작 카롤루스 자신은 비잔티움 제국이나 그 통치자들과 경쟁하는 데에 큰 관심이 없었던 것으로 보인다. 카롤루스가 교황 레오 3세에게 대관을 받았을 때, 카롤루스에게 수여된 칭호는 단순히 황제(Imperator)라는 것뿐이었다. 813년에 카롤루스가 콘스탄티노폴리스에 편지를 보냈을 때 자신을 "황제이자 아우구스투스, 그리고 프랑크족과 랑고바르드족의 왕"이라고 칭했으며, 로마인이 아닌 프랑크인들과 랑고바르드인들의 그 이전의 왕 직위와 황제 칭호를 동일시했다. 이와 같이, 그의 황실 칭호는 비잔티움 세력 찬탈이 아니라 여러 왕국의 왕(황제의 칭호와 이전의 왕국의 칭호를 동일시)에서 비롯된 것임을 알 수 있다.

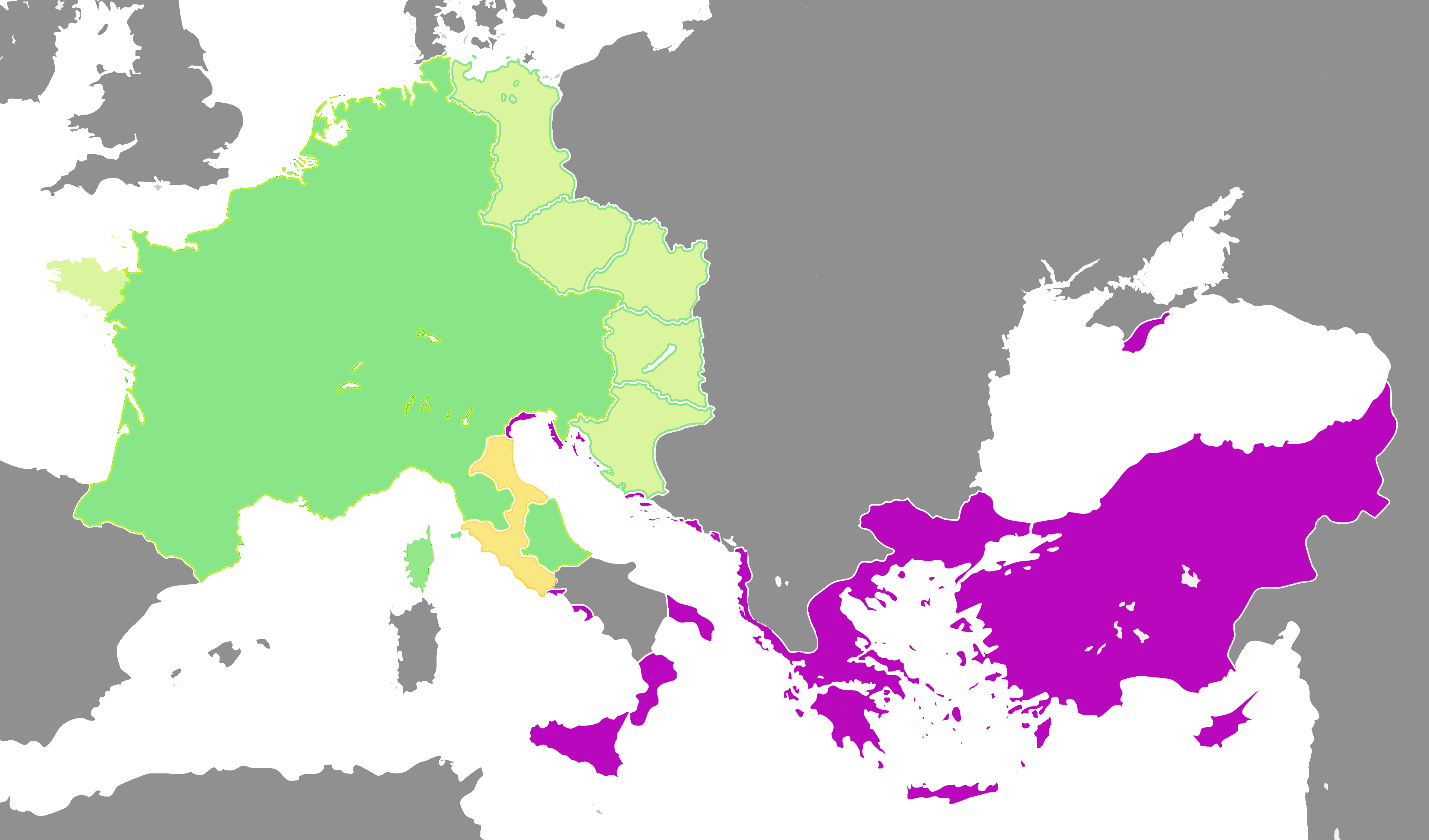
814년 카롤루스 제국(녹색)과 비잔티움 제국(보라색)의 모습.

카롤루스의 주화에는 그가 사용한 이름과 칭호를 "카롤루스 임페라토르 아우구스투스"(Karolus Imperator Augustus)라고 사용했으며, 자신의 문서에서는 Imperator Augustus Romanum gubernans Imperium(로마 제국을 다스리는 아우구스투스)와 erenissimus Augustus a Deo coronatus, magnus pacificus Imperator Romanorum gubernans Imperium(신의 왕관을 씌운 가장 고요한 아우구스투스, 로마 제국을 다스리는 위대하고 평화로운 황제)라는 표현을 사용했다. '로마 황제'라는 표현이 아닌 '로마를 다스리는 황제'라는 표현을 사용하는 것은 누가 진정한 로마의 황제인지에 대한 논쟁을 피하고 인식된 제국의 통합성을 그대로 유지하려는 시도로 볼 수 있다.
프랑크인들이 제국의 칭호를 채택하자 비잔티움 황제(이전에는 단순히 '황제'라고 표현했던)는 자신의 패권을 분명히 하기 위해 '로마의 황제'라는 전체적인 표현을 채택하였다. 비잔티움인들에게 카롤루스의 대관식은 자신들이 인지한 세계 질서에 대한 거부이자 찬탈 행위였다. 이후 미하일 1세가 결국 카롤루스가 황제이자 동방 황제의 '영적 형제'로 인정했지만, 카롤루스는 로마의 황제로 인정되지 않았고 그의 영역은 그의 실제 영역(보편적이지 않게)에 국한된 것으로 여겨졌다(비잔티움의 문헌에서 카롤루스의 후계자들을 '황제'라기보다 '왕'라는 칭호를 더 많이 사용한다).
카롤루스의 대관식 이후, 두 국가는 서로 간의 외교를 펼쳤다. 논의된 조건은 정확히 알려지지 않았으며 협상은 느렸지만 카롤루스는 802년에 그와 이리니가 결혼하여 제국을 통합하는 것을 제안한 것으로 보인다. 따라서 어느 제국의 통치자가 더 합법적인 통치자인지 논쟁 없이 '재결합'할 수 있었다. 그러나 이러한 계획은 이리니가 새로운 황제 니키포로스 1세에게 폐위되고 추방된 후에야 콘스탄티노폴리스에 전해졌기 때문에 실패했다.

#### 루도비쿠스 2세와 바실리오스 1세

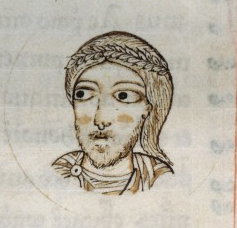
루도비쿠스 2세(사진)가 871년 비잔티움 황제 바실리오스 1세에게 보낸 편지에서는 두 황제가 갖고 있는 로마인이라는 의미에 대한 생각이 매우 달랐다는 것을 알 수 있다.

카롤루스 제국 시대의 두 황제 문제에 관련된 중요한 자료 중 하나는 루도비쿠스 2세가 보낸 편지이다. 루도비쿠스 2세는 카롤루스 제국의 4번째 황제였으나 대부분의 제국의 지역이 여러 왕국으로 분열되어 그의 영역은 이탈리아 북부로 제한되었음에도 분열된 나머지 왕국들은 그를 황제로 인정했다. 그의 편지는 비잔티움 황제 바실리오스 1세의 도발적인 편지에 대한 답장이었다. 바실리오스 1세의 편지는 분실되었지만 그 내용은 당시 지정학적인 상황과 루도비쿠스 2세의 답장을 통해 추측해 볼 수 있으며, 아마 편지는 이슬람에 대한 두 제국의 지속적인 협력과 관련이 있을 것이다. 바실리오스의 편지는 루도비쿠스 2세를 로마 황제로 인정하지 않는 것에 초점을 두고 있다.
바실리오스는 두 가지 주요 근거에서 루도비쿠스의 제안을 거절한 것으로 보인다. 첫 번째로, 로마 황제 칭호는 세습되지 않는다는 것이었고(비잔티움 사람들은 칭호가 종교와 밀접하게 연결되어 있기는 하지만 여전히 공화국의 칭호라 여겼다), 두 번째로 이 칭호가 어떤 사람들(예: 민족)이 칭호를 보유하는 것을 적절하지 않다는 것이었다. 프랑크족과 유럽 전역의 다른 집단들은 다른 민족들로 여겨졌지만 바실리오스와 나머지 비잔티움인들에게 '로마인'은 어떤 민족이 아니었다. 로마인은 어떤 한 민족으로 정의되지 않았으며, 이에 따라 루도비쿠스는 로마인이 아니었기 때문이다. 오직 한 명의 황제, 바실리오스가 있었고, 바실리오스는 루도비쿠스가 프랑크의 황제가 될 수 있다고 생각했지만 로마 황제가 되려면 basileus(바실레우스)라는 칭호가 있어야 했기 때문에 그가 황제인 것에 이의를 제기했던 것으로 보인다.
루도비쿠스의 편지에서 알 수 있듯이, 민족에 대한 서방의 관념은 비잔티움의 생각과는 달랐다. 모든 사람들은 어떤 형태의 민족에 속한다. 루도비쿠스는 gens romana(로마인)을 비잔티움 제국에게 버려진 도시 로마에 살았던 사람으로 여겼다. 모든 이방인들은 루도비쿠스의 생각 속에서 basileus(바실레우스)에 의해 다스려질 수 있었고 그가 지적했듯이 '이 칭호'(원래 단순히 '왕'을 의미함)는 과거의 다른 통치자(특히 페르시아의 군주)에게도 적용이 된 적이 있었다. 더욱이, 루도비쿠스는 어떤 가문의 사람이 황제를 물려받는 것이 옳지 않다는 개념에도 동의하지 않았다. 루도비쿠스는 히스파니아(테오도시우스 왕조), 이사우리아(이사우리아 왕조), 하자르(레온 4세)의 민족이 황제를 배출한 것으로 여겼지만, 비잔티움 스스로는 이들을 이방인이 아닌 로마인으로 판단했을 것이다. 민족과 관련하여 두 황제의 표현은 다소 다르다. 바실리오스는 로마인을 민족으로 정의하지 않았음에도 불구하고 민족적인 용어로 로마 제국을 정의했고(로마인을 분명히 민족성에 반대하는 개념으로 정의함), 루도비쿠스는 로마인을 민족으로 생각했음에도 로마 제국을 민족적인 용어로 설명하지 않았다(모든 민족을 창조한 하나님의 제국으로 정의함).

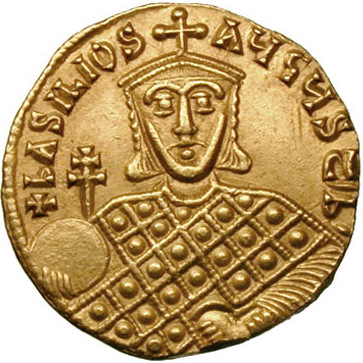
자신을 Basilios Augustus(아우구스투스 황제)로 칭하는 비잔티움 황제 바실리오스 1세의 주화.

또한 루도비쿠스는 종교에서 정당성을 도출했다. 루도비쿠스는 실제 도시 로마를 통치하는 로마의 교황이 비잔티움 제국의 종교적 성향을 거부하고 대신 프랑크족에게 호의적으로 대하면서 루도비쿠스를 황제로 추대했기 때문에 자신이 합법적인 로마 황제라고 주장했다. 이러한 생각은 로마의 교회, 백성, 도시를 그에게 보호하고 통치할 수 있는 권한을 부여한 것은 교황이라는 대리인을 통해 표현하는 하나님이라는 것이었다. 루도비쿠스의 편지는 그가 로마의 황제가 아니라면 그의 조상들에게 제국의 칭호를 부여한 것이 로마인들이기 때문에 그가 프랑크인의 황제도 될 수 없다는 것을 표현한다. 또한 그는 자신이 교황에 의해 확인받은 것과 대조적으로, 동방 황제는 대부분 원로원으로부터만 확인받고 때로는 일부 황제들은 군대에 의해, 더 나쁜 경우에 여자(아마 이리니를 겨냥하는 언급)에 의해 확인되는 직위라고 강조했다. 아마 루도비쿠스는 로마 황제 칭호가 고대에 군대에게 확인을 받는 imperator(임페라토르)에서 내려온 것임을 간과했을 것이다.
논쟁의 어느 쪽에서든 지금은 두 개의 제국과 두 명의 황제가 있다는 사실을 인정할 수 있지만, 이것은 제국의 본질과 의미(그 통일성)에 대해 그 전까지 이해된 성격을 부정했을 것이다. 루도비쿠스의 편지는 그가 정치적 상황을 그렇게 인식할 수 있다는 증거를 제공한다. 루도비쿠스는 '로마의 아우구스투스 황제'로 부르고, 바실리오스는 '신 로마의 영광스럽고 거룩한 황제'로 불렀으며, 루도비쿠스는 제국이 '분할할 수 없는 제국'이며 하나님의 제국으로 "하나님이 이 교회를 나에게나 너희에게만 나누어 주신 것이 아니요, 오직 사랑으로만 서로 결속하여 갈라지지 아니하고 하나같이 되게 하려 하심이라"고 말했다. 이러한 언급은 루도비쿠스가 여전히 단일 제국으로 여겼지만 두 명의 제국 주장자(사실상 황제와 대립 황제)가 있다고 생각한 가능성이 크다. 논쟁에서 어느 쪽도 단일 제국이라는 생각을 기꺼이 거부하지 않았을 것이다. 루도비쿠스가 '비잔티움 황제'를 '황제'로 언급한 것은 그가 진정으로 비잔티움의 지배를 받아들였다는 의미 보다는 단순히 예의에 불과할 수도 있다.
루도비쿠스는 자신의 편지에서 비잔티움이 제국의 본거지를 버리고 로마의 생활 방식과 라틴어를 상실했다고 언급하고 있다. 그의 생각에서는 비잔티움 제국이 콘스탄티노폴리스에서 통치를 이어나갔다는 것은 제국이 살아남은 것이 아니라 책임에서 벗어났다고 의미한다. 비록 그가 이 내용을 승인했어야 했겠지만, 루도비쿠스는 편지를 자신이 직접 쓴 것이 아니라 아나스타시오스 사서가 대신 썼을 것이다. 아나스타시오스는 프랑크인이 아니라 로마에서 살던 시민(루도비쿠스의 관점에서 로마 민족)이었다. 따라서 도시 로마의 저명한 인물들은 루도비쿠스와 견해가 동일했을 것이며, 이것은 그의 시대에 비잔티움 제국과 도시 로마는 멀리 떨어져 있다는 것을 알 수 있다.
875년 루도비쿠스가 사망한 이후 서방 황제는 수십 년 동안 대관식을 치뤘지만, 황제들의 통치는 기간이 짧으면서 문제가 많았고 제한된 권력을 가졌으며 이것은 두 황제 문제가 비잔티움에서 한동안 중요 문제가 되지 않게 만들었다.

### 오토 시대

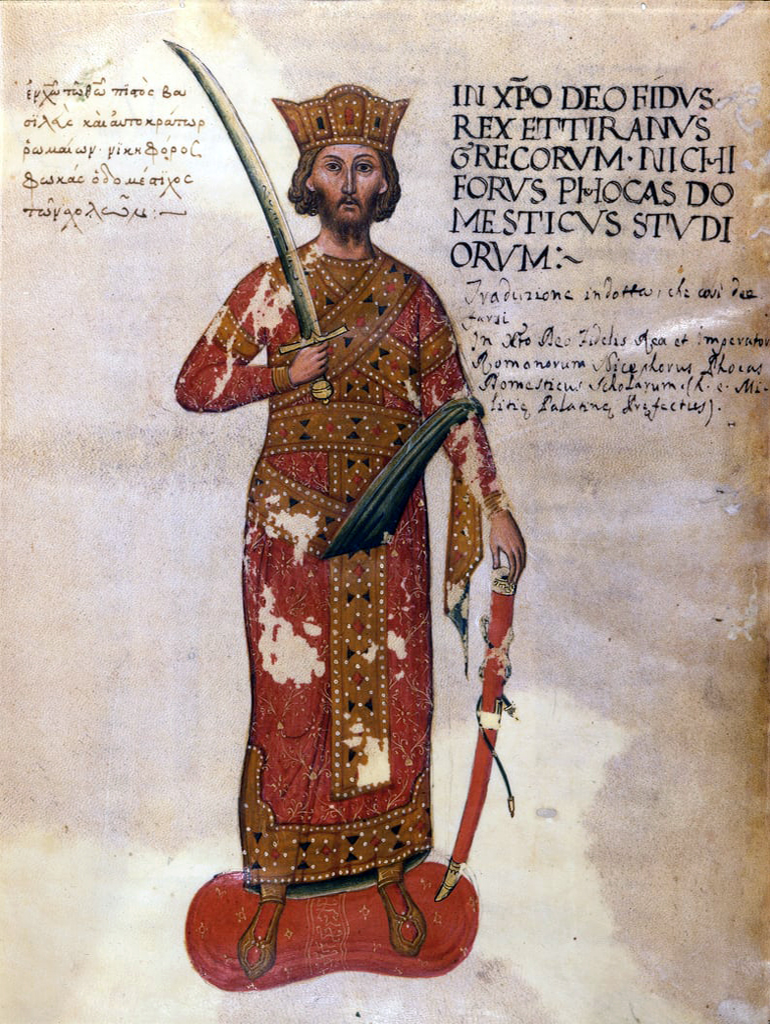
니키포로스 2세 황제(사진)는 오토 1세의 대관식에 격분하여 이탈리아를 다시 정복하여 교황이 다시 자신들에게 복종하게 만들 것이라고 다짐했다.

두 황제 문제는 교황 요한 12세가 교황으로 즉위하고 베렌가리우스 1세가 사망한 지 40년이 되던 962년에 독일의 왕 오토 1세가 대관식을 치르면서 다시 불거졌다. 오토 1세의 이탈리아와 시칠리아 전역에 대해 반복적으로 영토 주장으로 인해 비잔티움 제국과의 충돌을 빚었다. 당시 비잔티움의 황제인 로마노스 2세는 오토 1세의 주장을 무시했던 것으로 보이지만, 뒤를 이은 황제 니키포로스 2세는 이에 강력히 반발하였다. 결혼으로 동맹을 맺음으로서 자신의 제국이 인정받고 이탈리아의 남부 지역을 확보하고자 했던 오토 1세는 967년 비잔티움으로 외교 사절단을 파견했다. 오토 1세와 그의 뒤를 이은 황제들은 카롤루스 왕조의 전 황제들보다 제국의 로마적인 측면을 더 강하게 주장했기 때문에 비잔티움 제국에게 오토 1세의 대관식은 카롤루스의 대관식만큼, 또는 그것보다 더 심각한 타격을 입혔다.
오토 1세의 외교 사절단을 이끈 사람은 크레모나의 리우프란트였는데, 그는 비잔티움의 약점을 지적하면서 비잔티움이 서방의 땅에 대한 통제권을 잃어 교황이 자신이 속해 있던 점령지의 통제권을 상실하게 만들었다고 생각했다. 리우프란트에게 오토 1세는 교황령(리우프란트가 교황에게 콘스탄티누스 1세가 수여했다고 믿었던)의 땅을 회복하고 수호하는 것으로서 오토 1세를 진정한 황제로 만들었으며, 반대로 이전의 비잔티움이 지배하고 있던 이 땅이 빼앗긴 것으로 보아 비잔티움 제국이 약하고 그곳의 군주가 황제의 직위에 적합하지 않다는 것을 보여준다. 리우프란트는 비잔티움 관리들에게 보낸 글의 그의 임무에 대한 보고서에서 다음과 같이 표현했다:
| “ | 나의 황제는 무력으로 로마를 침공하지 않았다. 그러나 그는 그것[교황]을 폭군, 아니 폭군의 멍에에서 해방시켰다. 그 직위는 여자의 노예가 다스리지 않았는가? 아니면 그 여자들은 자신이 더 나쁘고 수치스러울까? 당신의 힘, 또는 명목상으로 로마 제국의 황제라고 불리지만 그렇지 않은 당신의 전임자들의 힘은 그 당시에 자고 있었을 것이다. 그 전임자들이 강력하고 로마의 황제라면 왜 로마가 창녀들의 손으로 넘어가게 했는가? 교황 중 가장 신성한 사람들이 추방당하고, 다른 일부의 교황들은 너무 억눌려서 생활 용품이나 자선품을 구할 수 없었지 않았는가? 아달베르트가 당신의 전임 황제인 로마누스와 콘스탄티노스에게 조롱하는 편지를 보내지 않았나? 그가 가장 신성한 사도들을 약탈하지 아니하였는가? 너희 [동방] 황제 중 누가 하나님에 대한 열성으로 그토록 합당하지 않은 죄를 갚고 신성한 교회를 원래의 상태로 되돌리려고 하였느냐? 당신들은 그것을 소홀히 했지만, 나의 황제는 그것을 소홀히 하지 않았다. 땅 끝에서 일어나 로마에 이르러 경건하지 않은 자들을 제거하시고 신성한 사도들의 대리자들에게 그들의 권세와 그들의 모든 명예를 주셨으니... | ” |

니키포로스 2세는 리우프란트에게 오토 1세는 자신을 황제라고 부를 권리도, 로마인이라고 부를 권리도 없는 야만인들의 왕이라고 지적했다. 리우프란트가 콘스탄티노폴리스에 도착하기 직전에 니키포로스 2세는 교황 요한 13세에게 공격적인 편지를 받았는데, 그 편지는 아마 오토 1세의 압력으로 작성되었을 것이다. 이 편지에서 비잔티움 제국의 황제를 '로마인의 황제'가 아닌 '그리스인의 황제'로 부르며 비잔티움 황제의 진정한 제국적인 지위를 부정했다. 리우프란트는 이 편지에서 니키포로스 2세의 대리인들의 폭발적인 반응을 기록했는데, 이것은 비잔티움 사람들도 로마에서 콘스탄티노폴리스로의 권력의 이전과 관련된 translatio imperii(제국의 이전)이라는 개념을 발전시켜 왔음을 보여주었다:
| “ | 그렇다면 들어! 어리석은 교황은 거룩하신 콘스탄티누스께서 황제의 홀, 원로원, 로마의 기사직을 이곳으로 옮기고 로마에는 –어부, 즉 행상인, 새잡이, 평민들, 노예들과 같이 사악한 사람들만 남기고– 아무것도 남기지 않았다는 사실을 잊고 있어. | ” |

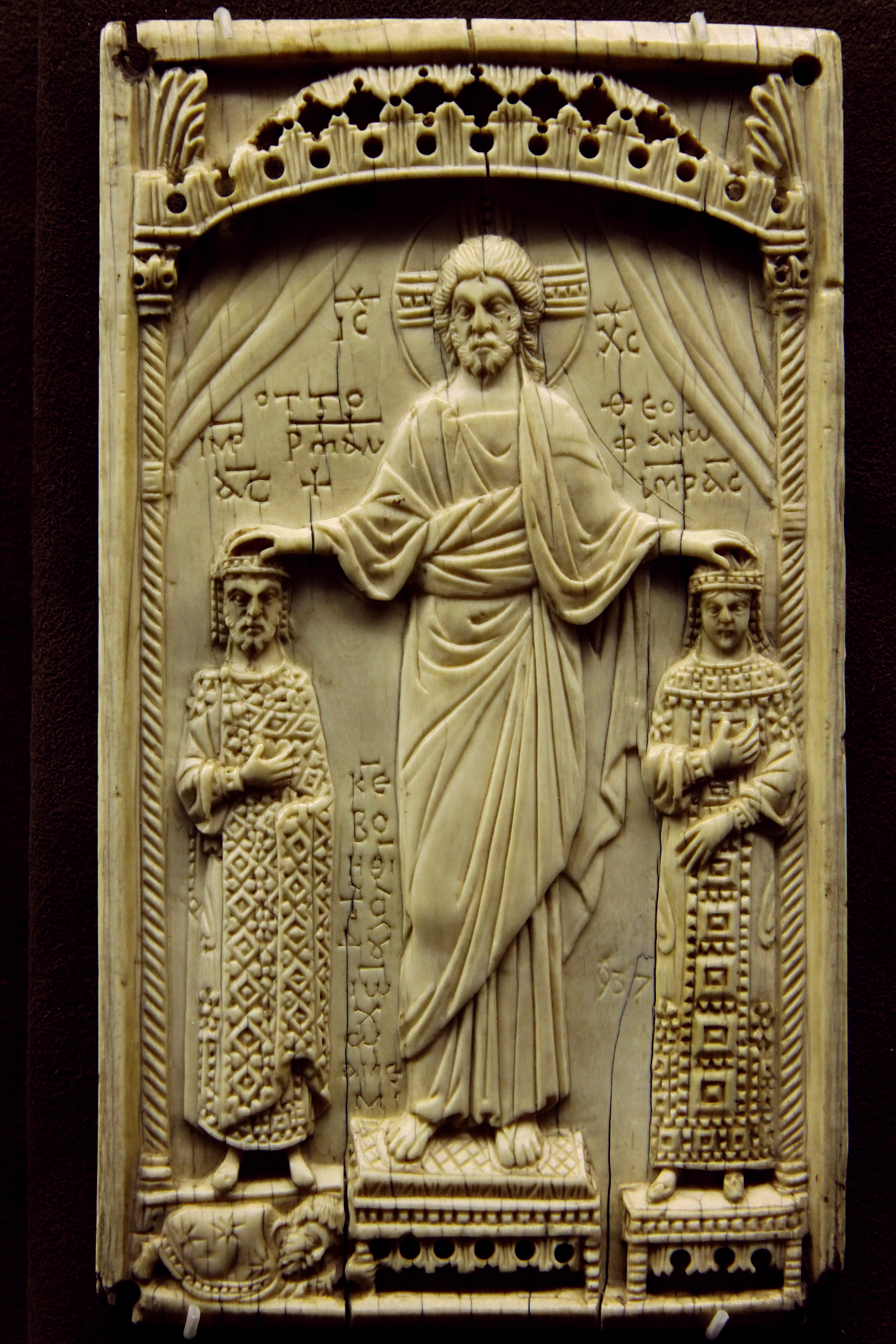
비잔티움 미술에서 영감을 받은 10세기의 상아로 된 책 표지에서 신성 로마 황제 오토 2세와 그의 아내인 테오파누의 모습.

리우프란트는 교황이 비잔티움 사람들이 콘스탄티노폴리스로 이주하고 관습을 바꾸어 그들이 '로마인'이라는 칭호를 마음에 들어하지 않을 것이라고 믿었다고 말함으로써 교황을 외교적인 변명을 하려고 했고, 그 다음에 니키포로스 2세에게 나중에 동방 황제들은 교황의 서신에서 '로마인의 위대하고 위엄 있는 황제'라고 불리게 될 것이라고 확신시켰다. 오토 1세의 비잔티움 제국과의 우호적 관계 계획은 두 황제 문제로 인해 방해 받았고, 동방의 황제는 오토의 열정에 대해 보답하지 않았다. 콘스탄티노폴리스에 대한 리우프란트의 방문은 외교적으로 재앙이었고, 그의 방문에서 그는 니키포로스가 반복적으로 이탈리아를 침공하고 로마를 비잔티움 제국의 지배로 되돌리려고 하며, 한 번은 독일 자체를 침공하겠다고 위협하면서(오토와 관련하여) "우리는 그에게 대적하는 모든 민족들을 불러 일으킬 것이다. 토기장이의 그릇과 같이 우리가 그를 부수리라."라고 말하는 것을 보았다. 오토의 결혼 동맹 시도는 니키포로스가 죽을 때까지 실현되지 못했다. 이러한 시도는 972년 비잔티움 황제 요안니스 1세 치미스키스 치하에서 오토 1세의 아들이자 공동 황제인 오토 2세와 요안니스 1세의 조카 테우파누의 결혼이 보장되었다.
오토 1세는 966년에 잠시 동안 imperator augustus Romanorum ac Francorum(로마와 프랑크의 아우구스투스 황제)라는 칭호를 사용했지만 그가 가장 일반적으로 사용한 스타일은 단순히 '아우구스투스 황제'였다. 오토 1세가 자신의 칭호에서 로마에 대한 언급을 생략한 것은 그가 비잔티움 제국의 인정을 받고 싶기 때문이었을 수 있다. 하지만 오토 1세 통치 이후, 제국의 칭호에서 로마에 대한 언급은 더욱 일반적으로 변했다. 11세기에 '독일인의 왕'(이후 황제가 되었던 왕들이 가졌던 칭호)이라는 칭호는 rex Romanorum(로마인의 왕)이라는 이름으로 불리게 되었고 그 이후에는 표준 칭호로 dei gratia Romanorum Imperator semper Augustus(신의 은총을 받은 로마의 황제, 영원한 아우구스투스)가 쓰이게 되었다.

### 호엔슈타우펜 시대
크레모나의 리우프란트를 포함하여 서방의 후대 학자들에게 약하고 타락한 동방 황제는 진정한 황제가 아니었다. 그들에게 진정한 황제(오토 1세와 그의 후계자 황제들) 아래 단일 제국이 이어져 나갔는데, 이 제국은 교회의 복원을 통해 이를 입증했다. 이 증명으로 동방 황제는 서방의 도전자들의 제국 지위를 인정하지 않았다. 812년 미하일 1세가 카롤루스를 Basileus(바실레우스)라고 부른 적이 있었으나 절대로 '로마의 황제'라고 부르지는 않았다. Basileus라는 칭호는 그 자체로 로마 황제와 동등하다는 것과는 거리가 멀었다. 그들 자신의 문서들에서 비잔티움이 인정한 유일한 황제는 그들 자신의 통치자인 로마 황제였다. 안나 콤니니의 《알렉시아스》(1148)에서 그녀는 로마의 황제는 그녀의 아버지인 알렉시오스 1세이고, 신성 로마 제국의 황제 하인리히 4세는 단순히 '독인인의 왕'이라고 불렸다.
1150년대에 마누일 1세 콤니노스는 자신과 신성 로마 황제 프리드리히 1세 바르바로사와 이탈리아-노르만의 시칠리아의 왕 루제루 2세 사이의 삼자 투쟁에 휘말렸다. 마누일 1세는 자신의 두 라이벌의 영향력을 줄이고 동시에 교황의 인정을 받고 싶었고, 그는 그의 영향력 아래 그리스도교를 통합할 유일한 합법적인 황제로 교황(따라서 서유럽까지 확장)을 인정했다. 마누일은 프리드리히에 대항하여 내부에서 반란을 일으키기 위해 롬바르디아 동맹의 도시들에 자금을 지원하였고, 시칠리아의 왕에 대항하기 위해 반체제 인사들인 노르만 남작들이 반란을 일으키도록 부추김으로써 이러한 야심찬 목표를 달성했다. 마누일은 심지어 이탈리아 남부에 비잔티움 군대를 파견하였고, 이는 비잔티움 군대가 마지막으로 서부 유럽을 밟은 순간이었다. 그의 노력에도 불구하고 그의 원정은 실패로 돌아갔고, 그는 전쟁이 끝날 무렵 서로 동맹을 맺은 두 군주 프리드리히 1세와 루제루 2세의 증오만 얻었을 뿐이었다.

#### 프리드리히 1세의 십자군
1185년 비잔티움-노르만 전쟁이 끝난 직후 비잔티움의 황제 이사키오스 2세 앙겔로스는 술탄 살라딘의 예루살렘 정복으로 인해 제3차 십자군이 소집되었다는 소식을 들었다. 이어서 이사키오스 2세는 자신의 제국의 적인 프리드리히 1세 바르바로사가 제1차와 제2차 십자군 원정의 발자취를 따라 대규모 부대를 이끌고 올 것이라는 것도 알게 되었다. 이사키오스 2세는 자신의 제국을 통한 프리드리히 1세의 진군을 위협으로 해석했으며 프리드리히 1세의 진군이 비잔티움 제국을 전복시키려는 의도가 전혀 없다는 것은 상상도 할 수 없다고 생각했다. 그의 두려움에 결과로 이사키오스 2세는 콘스탄티노폴리스의 수많은 라틴계 시민들을 투옥했다. 이사키오스 2세는 예루살렘에서 양보를 얻기 위해 살라딘과 비밀 동맹을 맺었고 독일의 군대를 지연시키고 파괴하기로 동의했기 때문에 프리드리히 1세와의 조약 협상(문서로 보존되어 있음)에 대해 성실하지 않았다.
실제로 콘스탄티노폴리스를 차지할 생각이 없었던 프리드리히 1세는 이사키오스 2세가 살라딘과 동맹을 맺었다는 사실을 몰랐지만 여전히 라이벌인 동방 황제를 경계했다. 그래서 그는 1189년 초에 뮌스터 주교가 이끄는 대사단을 파견했다. 이사키오스 2세는 알라세히르의 반란을 진압하고 있었고 당시 부재 중이었지만, 그가 독일 대사단이 도착한 지 일주일 후에 콘스탄티노폴리스로 돌아와 즉시 독일인들을 투옥했다. 이 투옥은 부분적으로 이사키오스 2세가 독일인 인질을 얻기 원했기 때문에 일어났으나, 더 중요한 것은 아마 독일 대사가 알아차렸을 것인 살라딘의 대사관도 당시 콘스탄티노폴리스에 있었다는 것에 있었다.
1189년 6월 28일 프리드리히 1세의 십자군은 비잔티움의 국경에 도달했으며, 이것은 신성 로마 황제가 개인적으로 비잔티움의 국경 안에 발을 들인 것으로 처음있는 일이었다. 프리드리히 1세의 군대는 가장 가까이 있던 브라니체보의 총독에 의해 알려졌지만 브라니체보의 총독은 독일 군대를 가능한 정지시키거나 파괴하라는 명령을 받았다. 니시로 가는 길에 프리드리히 1세는 브라니체보 총독의 명령에 따라 지역 주민들의 반복적인 공격을 받았고 이사키오스 2세 역시 도로 폐쇄와 수렵물을 파괴하는 일을 벌였다. 프리드리히 1세에 대한 공격은 거의 없었으며 약 100명의 피해를 입었다. 하지만 더 중요한 것은 비잔티움에서 시장을 제공하는 것을 거부하여 생기는 보급 공급 부족 문제였다. 이사키오스는 이러한 시장 제공 거부를 프리드리히 1세의 사전 통지가 없었기 때문이라고 변명했지만 프리드리히 1세는 이전에 보낸 대사단의 파견을 충분한 통지라고 생각했다. 이러한 문제에도 불구하고 프리드리히 1세는 이사키오스 2세가 자신에게 적대적이지 않다고 믿고 있었고 비잔티움 제국의 적들의 동맹 요청을 모두 거절했다. 니시에 있는 동안 프리드리히 1세는 비잔티움 대사들로부터 소피아 근처에서 비잔티움 군대가 결집되고 있다는 소식을 들었고 그는 그 군대가 독일군이 아니라 세르비아군과 싸우기 위해 결집되었다고 확신했다. 그러나 이것은 잘못된 생각이었고 프리드리히 1세의 군대와 그가 그곳에 도착했을 때 적대적인 대우를 받았으나 그러한 비잔티움인들은 첫 독일 기병대의 돌격으로 달아나기 시작했다.

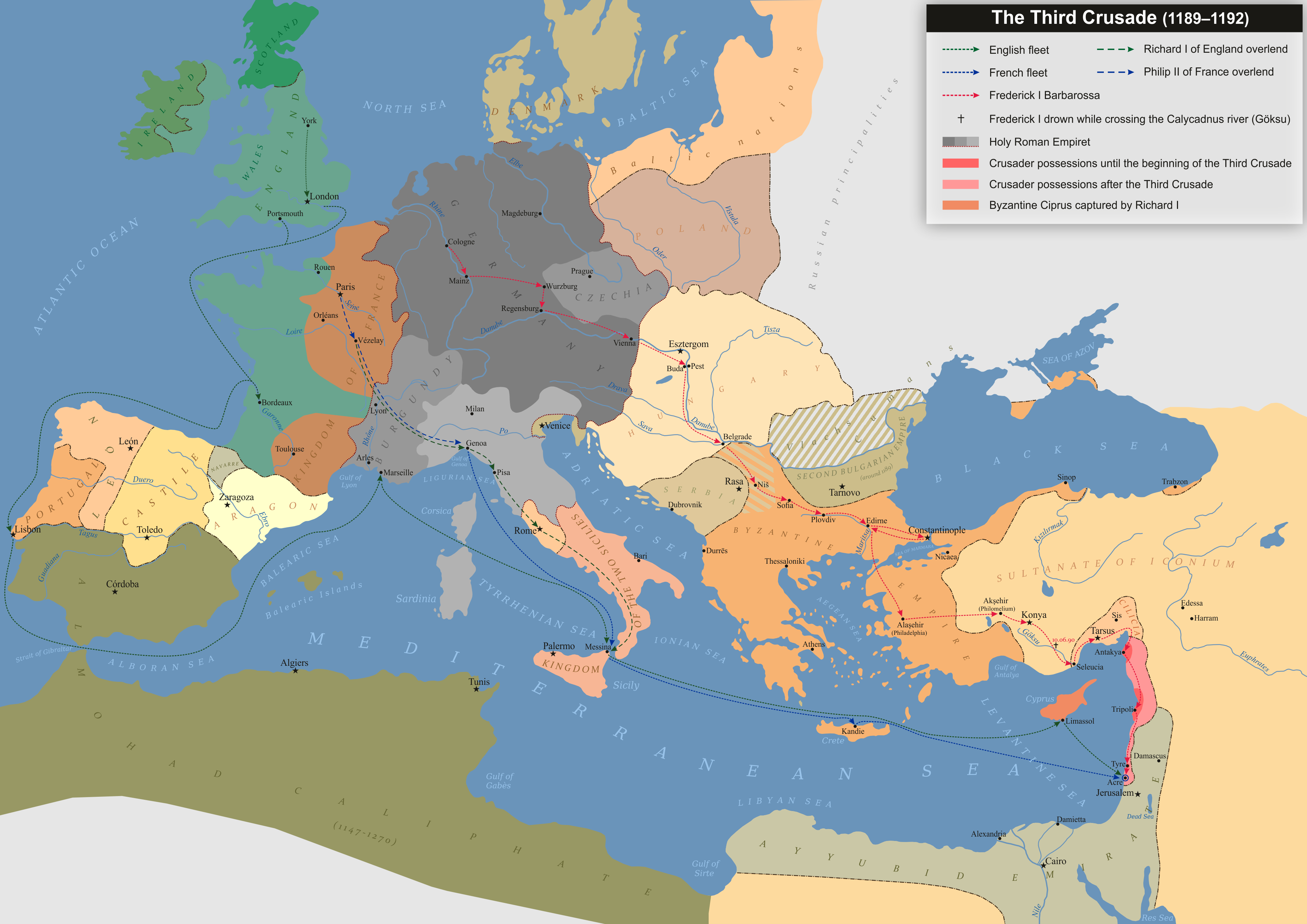
제3차 십자군의 길(1189-1192), 프리드리히 1세 바르바로사가 진군한 길은 붉은색으로 표시되었다.

이사키오스 2세는 공포에 질린 나머지 트라키아에서 가장 강력한 요새 중 하나였던 필리포폴리스의 지사에게 모순된 명령을 내렸다. 독일군이 이 도시를 작전 기지로 활용할 것을 두려워 했던 시 지사 니케타스 코니아테스(나중에 이 사건에 대해 주요한 역사가)는 처음에 도시의 성벽을 강화하고 어떤 대가를 치르더라도 요새를 지키라는 명령을 받았지만, 나중에는 도시를 버리고 요새를 파괴하라는 명령을 받았다. 이사키오스 2세는 아마 프리드리히 1세를 어떻게 다루어야 할지 확신이 서지 않았을 것이다. 한편 프리드리히 1세는 비잔티움 제국의 주요 사령관인 마누엘 카미체스에게 "저항은 허사였다"라는 내용의 편지를 보냈지만 자신은 비잔티움 제국을 해칠 의도가 전혀 없었다는 것을 분명히 했다. 8월 21일, 이사키오스 2세의 편지가 필리포폴리스 외곽에 진을 치고 있던 프리드리히 1세에게 전달되었다. 큰 모욕감을 불러일으킨 편지에서 이사키오스 2세는 프리드리히 1세의 칭호에 대해 반대하면서 스스로를 명시적으로 '로마의 황제'라고 불렀다. 이 편지를 받은 독일인들은 처음에 비잔티움 황제가 자신을 '천사'라고 부르는 것으로 잘못 해석했는데, 이것은 이사키오스 2세의 성인 '안젤로스'(Angelos) 때문이었다. 게다가 이사키오스 2세는 무슬림들에게 영토의 절반을 정복할 것을 요구하였으며, 프리드리히 1세가 비잔티움 제국을 정복하고 그의 아들인 슈바벤의 프리드리히 6세를 비잔티움 황제에 앉힐 계획이 있다는 이야기를 브라니체보의 총독으로부터 듣게 되었다고 주장함으로써 그의 행동들을 정당화했다. 동시에 프리드리히 1세는 자신이 보낸 대사단이 투옥되었다는 사실까지 알게 되었다. 프리드리히 1세의 몇몇 남작들은 비잔티움 제국에 대해 즉각적인 군사적 행동을 취할 것을 제안했지만 프리드리히 1세는 외교적인 해결책을 선호했다.
이사키오스 2세와 프리드리히 1세 간의 편지 사이에서 어떤 편지에서도 적절하다고 생각되는 방식으로 상대방의 칭호를 언급하지 않았다. 이사키오스 2세의 첫 번째 편지에서, 그는 프리드리히 1세를 단순히 '독일의 왕'이라고 불렀다. 비잔티움 황제 이사키오스 2세는 '잘못된' 칭호가 이와 같이 긴박한 상황을 개선시키지 못할 것이라는 것을 깨닫고, 두 번째 편지에서는 '독일 출생의 가장 높고 고귀한 황제'라고 언급했다. 프리드리히 1세를 로마 황제로 인정하기를 거부한 비잔티움 제국은 그를 '고대 로마의 가장 고귀한 황제'(새로운 로마, 콘스탄티노폴리스와 반대됨)라고 불렀다. 독일인들은 항상 이사키오스 2세를 '그리스의 황제', 또는 '콘스탄티노폴리스 황제'로 불렀다.

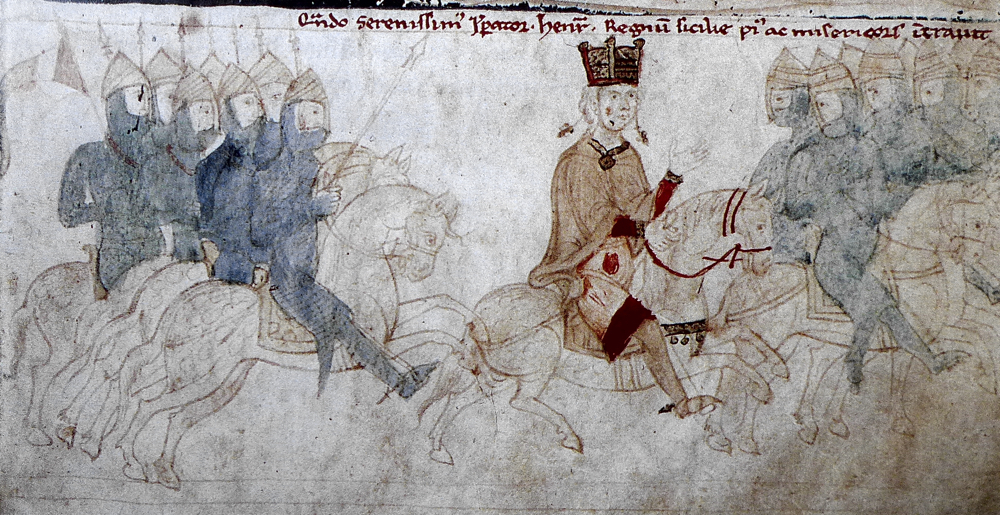
제3차 십자군 당시의 프리드리히 1세 바르바로사를 묘사한 그림.

이후에도 비잔티움인들의 독일군에 대한 괴롭힘은 계속되었다. 버려진 도시 필리포폴리스에서는 남아 있던 포도주에 독이 들어가 있었고 프리드리히 1세가 두 번째로 보낸 대사단도 투옥되었지만 얼마 지나지 않아 이사키오스 2세는 두 대사단을 모두 석방했다. 대사단이 필리포폴리스에서 프리드리히 1세와 다시 만났을 때 대사단은 이사키오스 2세가 살라딘과 동맹을 맺었다는 사실을 프리드리히 1세에게 알리고 독일군이 보스포루스 해협을 건너는 동안 군대를 파괴할 작정이었다고 주장했다. 주변 지역에서 반십자군 선전을 발견한 것에 대한 보복으로 독일군은 필리포폴리스 인근 지역을 황폐화시키고 지역에 있던 주민들을 학살했다. 프리드리히 1세는 자신이 '독일의 왕'이라고 불린 것에 대해 격노하여 비잔티움 제국에게 인질(이사키오스 2세의 아들과 가족을 포함)을 요구하고 자신이 로마의 유일한 황제라고 주장하면서 크게 분노했다. 그는 보스포루스 해협을 건너는 것을 도와준다는 비잔티움 황제의 제안에도 불구하고 트라키아에서 겨울을 보낼 생각이었다.
이 시점에서 프리드리히 1세는 십자군 원정이 성공하려면 콘스탄티노폴리스를 정복해야 한다고 확신하였다. 11월 18일 그는 자신의 아들인 하인리히에게 자신이 겪었던 일을 설명하고 아들에게 콘스탄티노폴리스에 대한 공격을 준비하고 봄이 오면 보스포루스 해협에서 그를 만나기 위해 대규모 함대를 소집할 것을 명령했다. 또한, 하인리히는 교황의 지원을 확실히 하도록 지시를 받았으며, 곧이어 하인리히는 비잔티움 제국에 대항하는 대규모 서방 십자군을 조직하기 시작했다. 이에 이사키오스 2세는 트라키아가 프리드리히 1세에게 '죽음의 덫'이 될 것이며, 독일 황제가 '자신의 그물'에서 벗어나기는 너무 늦었다고 주장함으로써 그의 위협에 대응했다. 그러나 세르비아와 블라크인 동맹의 지원으로 강화된 프리드리히 1세의 군대가 콘스탄티노폴리스로 접근하기 시작하자 이사키오스 2세의 결심은 약해졌고 점차 평화적인 방법을 선호하기 시작했다. 프리드리히 1세가 필리포폴리스를 점령한 이후로 계속해서 비잔티움은 그에게 평화와 화해의 제안을 보냈으나, 그가 결국 1189년 말에 공식적으로 선전포고를 하자 마침내 이사키오스 2세는 독일군을 파괴할 수 없고 잘못하면 콘스탄티노폴리스 자체를 잃을 수도 있다는 것을 깨닫고 마음을 바꾸었다. 프리드리히 1세와의 평화는 독일인들이 제국을 자유롭게 통과할 수 있게 하고 보스포루스 해협을 가로지르는 운송과 시장 개방뿐만 아니라 이전의 비잔티움 제국에 의한 프리드리히 1세의 원정에 가해진 피해들에 대한 보상을 하게 만들었다. 그 후 프리드리히 1세는 독일군에게 시장 개방을 거부한 알라세히르를 약탈한 뻔한 것을 제외하고는 비잔티움 제국과의 큰 사건 없이 성지(예루살렘)으로 향했다. 제3차 십자군 전쟁 동안의 사건들은 비잔티움 제국과 서방 간의 적대감을 고조시켰다. 비잔티움 사람들에게 트라키아의 황폐함과 독일군의 효율성은 그들에게 큰 위협을 가했고, 서방의 사람들에겐 신성 로마 제국 황제에 대한 좋지 않은 대우와 대사단의 투옥이 오래 기억될 것이다.

#### 하인리히 6세의 위협

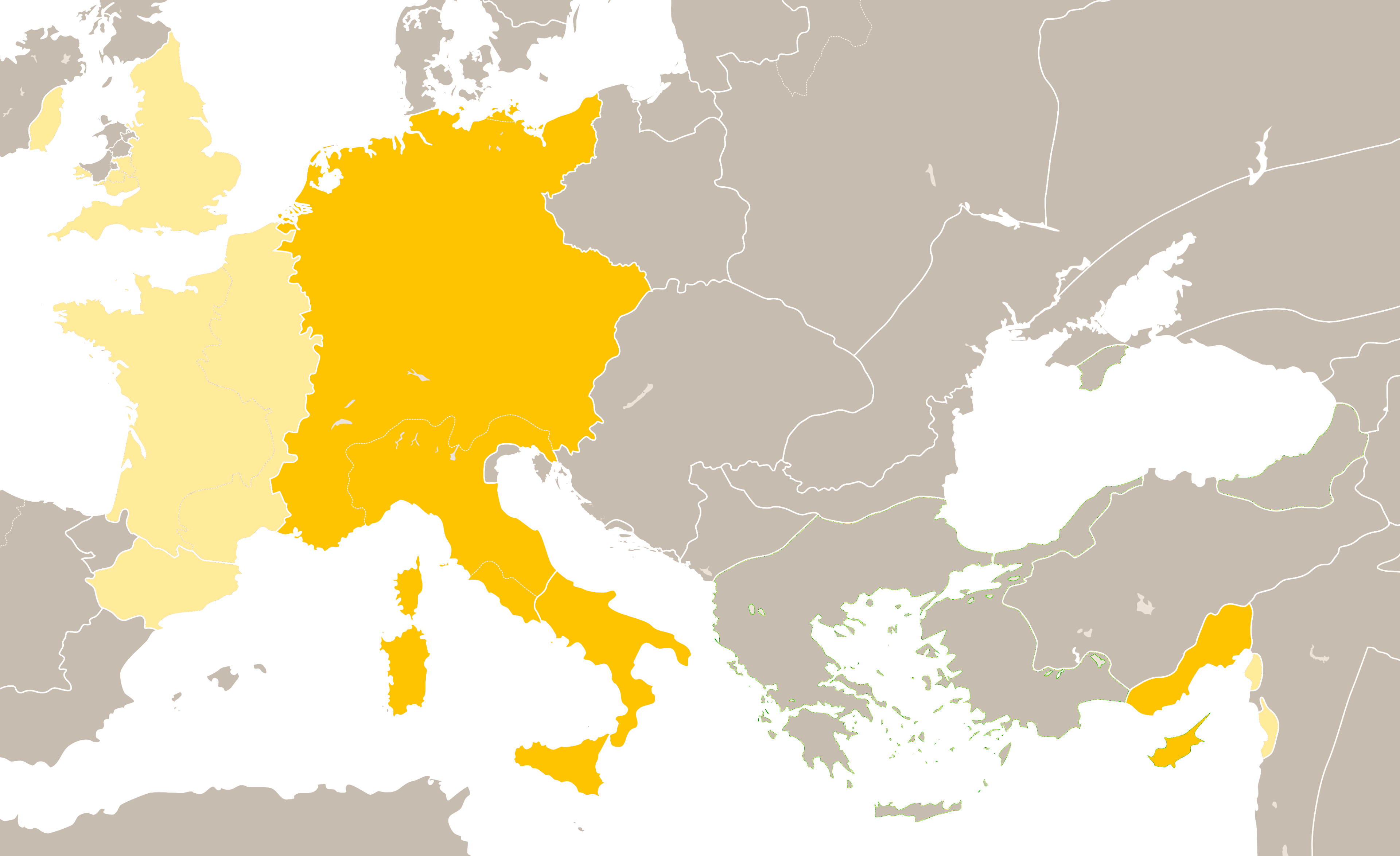
하인리히 6세 황제는 신성 로마 황제이자 시칠리아의 왕로서 독일과 이탈리아 전역을 통치했고 공식적으로 키프로스 왕국과 킬리키아 아르메니아 왕국을 속국으로 삼았으며, 잉글랜드, 프랑스, 아라곤 왕국들과 레반트 지역의 십자군 국가들로부터 종주권을 인정받으면서 거의 전 기독교 세력을 통일하는 데 성공했다. 또한 그는 비잔티움 제국으로부터 조공을 받았는데, 그는 궁극적으로 비잔티움을 정복하기를 열망했을 수 있다.

프리드리히 1세 바르바로사는 성지(예루살렘)에 도착하기 전에 사망하였고, 그의 아들이자 후계자인 하인리히 6세는 비잔티움에게 자신이 우월한(그리고 유일하게 합법적인) 황제로 받아들이도록 강요하는 외교 정책을 추구했다. 1194년까지 하인리히 6세는 이미 신성 로마 제국의 황제이자 이탈리아의 왕이었을 뿐만 아니라, 시칠리아의 왕으로 즉위한 뒤 이탈리아 전역을 자신의 통치 아래 성공적으로 공고히 하고 이후에 그는 동쪽으로 시선을 돌렸다. 살라딘의 죽음 이후 이슬람 세계는 분열되었고 프리드리히 1세의 십자군이 비잔티움이 약하다는 것을 드러냈으며, 비잔티움을 공격하는 데 유용한 전쟁 명분(casus belli)도 얻었다. 게다가, 킬리키아 아르메니아 왕국의 군주인 레본 2세는 왕관을 받는 대가로 하인리히 6세에게 충성하겠다고 맹세했다. 하인리히 6세는 1195년에 포로가 된 이사키오스 2세의 딸 이리니 안젤리나와 필리프 폰 슈바벤 공작을 결혼시킴으로써 동로마 제국과의 관계에 노력을 강화했고, 미래에 유용하게 사용될 수 있는 왕조에 대한 주장을 동생에게 주었다.
또한 1195년 하인리히 6세는 비잔티움 제국에 대사단을 파견하여 이사키오스 2세에게 두러스에서 테살로니키로 이르는 구기에르무 2세가 정복한 땅들을 양도할 것을 요구하면서 비잔티움 황제가 새로운 십자군을 위한 해군 지원을 약속하기를 바랐다. 비잔티움 역사가들에 따르면, 독일의 대사단원들은 마치 하인리히 6세가 '황제 중의 황제'이자 '군주 중의 군주'라는 것처럼 말했다. 하인리히 6세는 비잔티움에게 일반적으로 조공을 받으면서 평화를 보장하기 위한 것이라고 말했으며 그의 사절단은 비잔티움이 프리드리히 1세 통치 기간 동안 제기했던 불만들을 밀어 넣었다. 저항할 수 있는 위치가 아니었던 이사키오스 2세는 비잔티움이 요구받는 조건을 순전히 금전적인 조건으로 수정하는 데에 성공했다. 그러나 이러한 조건에 동의한 직후 이사키오스 2세는 전복되었고 비잔티움 황제에는 그의 형인 알렉시오스 3세 앙겔로스로 교체되었다.
하인리히 6세는 자신이 성지로 가는 길에 콘스탄티노폴리스를 정복할 수도 있다는 위협 하에 알렉시오스 3세에게 공물을 바치도록 성공적으로 강요했다. 하인리히 6세는 기독교 세계 전체의 지도자가 되는 원대한 꿈을 갖고 있었다. 비록 그는 자신의 전통적인 영역인 독일과 이탈리아를 지배할 것이지만 그의 계획은 다른 제국이 외쿠메네의 영유권을 주장하지 않고 모든 유럽인들이 그의 종주권을 인정하는 것이었다. 비잔티움 제국을 자신에게 종속시키려는 그의 시도는 봉건적 지배권을 가진 자신의 영역에서 프랑스, 잉글랜드, 아라곤, 킬리키아 아르메니아, 키프로스와 예루살렘으로 확장시키려는 부분적으로 성공한 계획의 한 단계일 뿐이었다. 레반트에 기반시설을 건설하고, 킬리키아 아르메니아와 키프로스의 종주권 인정을 기초로 하여, 하인리히 6세는 비잔티움 제국을 침공하여 적대적인 제국을 그의 통치 하에 통합하는 것을 실제로 고려했을 수 있다. 이 계획은 하인리히 6세가 생각했던 황제 직위를 선택이 아닌 세습으로 만들려고 했던 계획과 함께 시칠리아와 독일의 내부 사정으로 성공하지 못했다.
하인리히 6세의 위협은 비잔티움 제국에 약간의 우려를 불러일으켰고 이에 알렉시오스 3세는 제국의 칭호를 그리스어로 en Christoi to theo pistos basileus theostephes anax krataios huspelos augoustos kai autokrator Romaion로, 라틴어로 in Christo Deo fidelis imperator divinitus coronatus sublimis potens excelsus semper augustus moderator Romanorum로 약간 변경했다. 이전의 비잔티움 황제들은 basileus kai autokrator Romaion(로마의 황제이자 전제자)라는 칭호를 사용했지만 알렉시오스 3세는 basileus(바실레우스)를 분리하고 그 위치에 augoustos(아우구스투스, 고대 로마의 칭호)를 넣음으로서 그가 단순히 황제(바실레우스)였고 moderator Romanorum(로마의 전제자)라는 칭호를 사용하기도 했지만 그는 명시적으로 로마의 황제가 아니었고 독일의 라이벌과 더 이상 직접적으로 경쟁하지 않았고 일반적으로 서방에 덜 자극적이었다. 알렉시오스 3세의 후계자인 알렉시오스 4세 앙겔로스는 이러한 관행을 이어나가 더 나아가 moderator Romanorum의 순서를 뒤집어 Romanorum moderator로 만들었다.

#### 라틴 제국

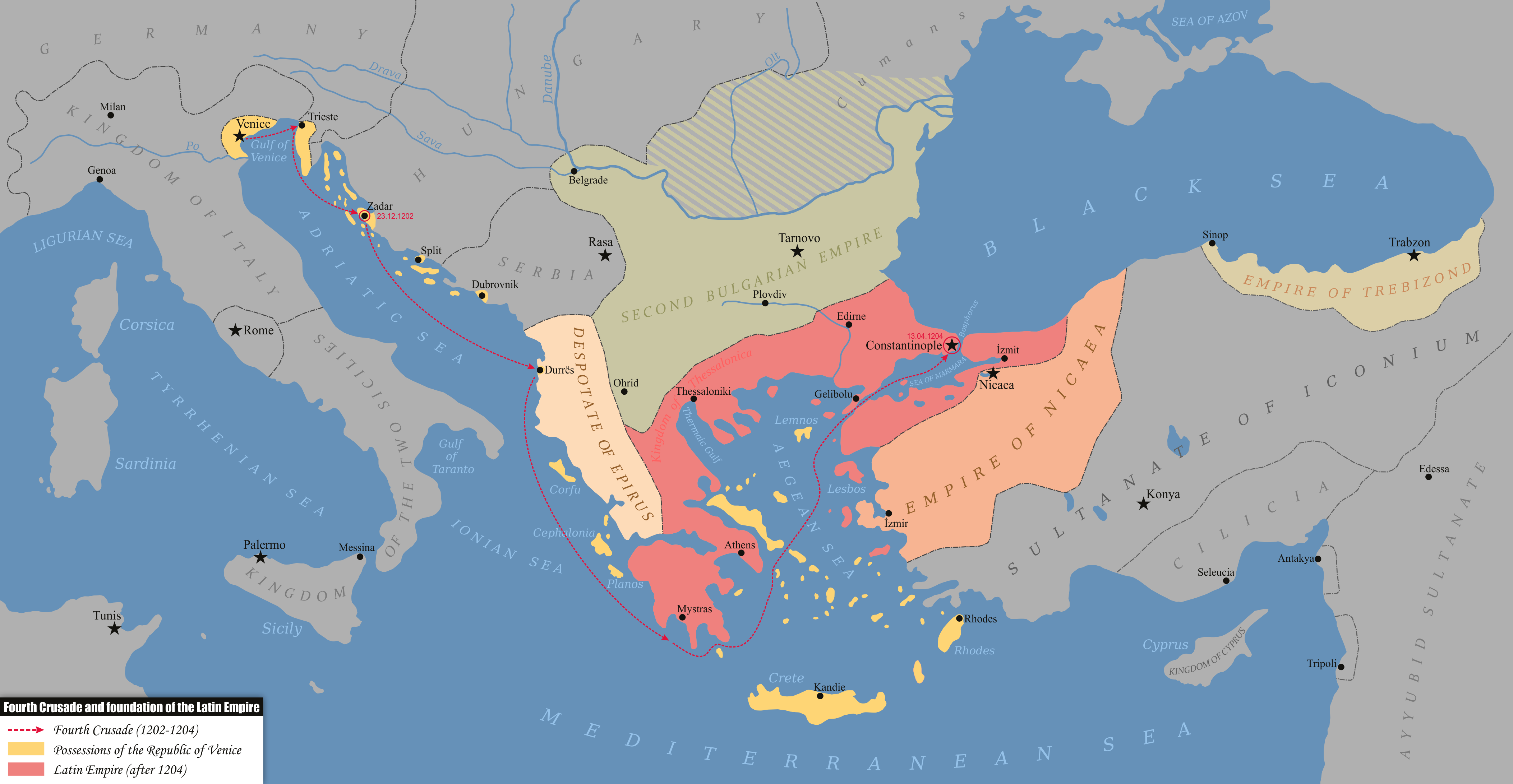
제4차 십자군(1202~1204)의 진군로와 십자군이 끝난 뒤에, 이전의 비잔티움 제국 국경 내의 정치적 상황의 모습.

일련의 사건들과 베네치아의 개입으로 인해 제4차 십자군(1202~1204)은 원래 의도했던 목표인 이집트가 아닌 콘스탄티노폴리스를 약탈하게 되었다. 십자군이 1204년 콘스탄티노폴리스를 점령했을 때, 십자군은 라틴 제국을 세우고 그들의 새로운 영역인 비잔티움을 교황에게 보내는 서신에서 비잔티움 제국을 '콘스탄티노폴리타눔 제국'(imperium Constantinopolitanum)이라고 불렀다. 이것은 그들의 가톨릭 황제인 보두앵 1세를 콘스탄티노폴리스 황좌에 앉히고 제국의 행정 구조를 군, 공국 영지, 왕국으로 봉건적인 네트워크로 변경했음에도, 비잔티움 제국을 새로운 독립체로 대체하기 보다는 스스로를 비잔티움 제국을 이어받는 것으로 여겼음을 시사한다. 특히 보두앵 1세는 왕이 아니라 황제로 임명되었다. 이것은 십자군들이 서방 기독교인들로서 신성 로마 제국을 진정한 로마 제국으로 여기고 그 군주가 유일하고 진정한 황제라는 것을 인정하고, 라틴 제국은 설립 조약에 따라 로마 가톨릭 교회에 봉사하게 만들었다.

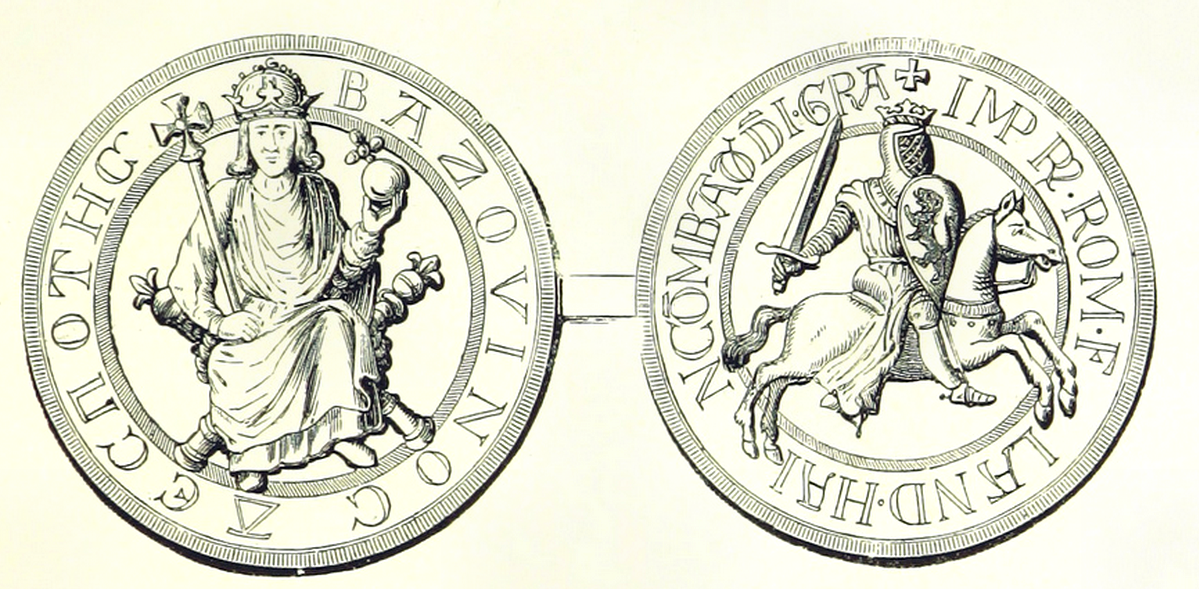
첫 번째 라틴 황제 보두앵 1세의 옥새. 생략한 Rom.은 Romaniae(로마니아) 혹은 Romanorum(로마인)을 언급할 때 해석의 여지를 남겨두었다.

라틴 제국의 통치자들은 교황과의 서신에서 자신들을 '콘스탄티노폴리스의 황제'(imperator Constantinopolitanus)나 '로마니아의 황제'(imperator Romaniae, 로마니아는 비잔티움 사람들에게 '로마인의 땅'이라는 뜻이다)라고 불렀던 것으로 보이지만, 라틴 황제들의 칭호(Dei gratia fidelissimus in Christo imperator a Deo coronatus Romanorum moderator et semper augustus)는 비잔티움 제국의 전임 황제들의 칭호와 거의 비슷한 칭호를 사용했으며 알렉시오스 4세의 칭호(fidelis in Christo imperator a Deo coronatus Romanorum moderator et semper augustus)와 거의 같다. 이와 같이, 라틴 제국 황제의 칭호는 알렉시오스 3세가 만든 타협적인 성격을 계속 유지했다. 그의 옥새에서 보두앵 1세는 Romanorum을 Rom.으로 생략했는데, 만약 그것이 Romanorum나 Romaniae를 지칭한다면 해석의 여지가 있으나 편리하고 약간의 수정이 된다.
라틴 황제들은 Romanorum나 Romani라는 용어를 서방의 생각인 '지리학적인 로마인'(로마 시에 거주하는 사람들)을 의미하지 않고 비잔티움의 생각이었던 '로마 민족'(그리스어를 사용하는 비잔티움 시민)이라는 생각을 채택하지도 않은 새로운 개념으로 보았다. 그들은 이 용어를 로마 황제와 관련된 모든 신민들, 즉 다국적 제국의 모든 신민(그들의 민족은 라틴계로, '그리스인'과 아르메니아인, 불가리아인을 포함한다)들을 포괄하는 정치적인 정체성으로 보았다.
콘스탄티노폴리스 황제의 로마적 성격을 포용한다는 것은 라틴 황제들의 제국 이전(translatio imperii)이라는 개념과 충돌했을 것이다. 더욱이 라틴 황제들은 신성 로마 황제들이 주장할 수 없는 권위인 Deo coronatus(이전에 비잔티움의 황제들이 그러했던 것처럼)을 주장했는데, 이 권위를 신성 로마 황제들이 주장하지 못했던 것은 대관식을 교황에게 의존하고 있었기 때문이다. 라틴 황제들이 신성 로마 제국을 진정한 로마 제국으로 인정했음에도 불구하고 그들은 적어도 신성 로마 황제들과의 동등한 지위를 주장했다. 1207~1208년 라틴 황제 앙드 1세는 신성 로마 제국에서 선출된 로마 황제(rex Romanorum)의 동생인 필리프 폰 슈바벤 공작의 딸과의 결혼을 제안했지만 신성 로마 제국 내부의 브라운슈바이크의 오토와의 지속적인 경쟁으로 인해 필리프 폰 슈바벤 공작은 신성 로마 황제가 되지 못했다. 필리프의 사절은 하인리히가 advena(낯선 사람, 외부인)이자 solo nomine imperator(이름뿐인 황제)이며, 필리프를 imperator Romanorum이고 suus dominus(그의 주인)으로 인정했을 경우에만 결혼이 승낙될 것이라고 대답했다. 결혼이 이루어지지 않았기 때문에, 라틴 황제들이 신성 로마 황제들에게 복종하는 것은 할 일로 여겨지지 않았을 것이다.
라틴 제국의 출현과 황제에 의해 촉진된 가톨릭 교회에 대한 콘스탄티노폴리스의 복종은 translatio imperii(제국의 이전)의 개념을 divisio imperii(제국의 분할)이라는 개념으로 수정하도록 만들었다. 교황 인노첸시오 3세에 의해 받아들여진 이 생각은 콘스탄티노폴리스를 제국의 권좌로, 그 통치자들을 합법적인 황제로 공식적으로 인정하는 것처럼 보였다. 라틴 제국은 서방에서 어떠한 종교적, 정치적 권위를 행사하려는 시도를 하지는 않았지만, 동유럽과 동지중해, 특히 라틴 황제들이 신성 로마 황제들의 영유권 주장을 반대했던 레반트 지역의 십자군 국가들에서 라틴 제국은 서방의 신성 로마 제국이 갖고 있던 것과 유사한 종교적, 정치적 지위를 강요했다.

### 비잔티움 제국의 복원

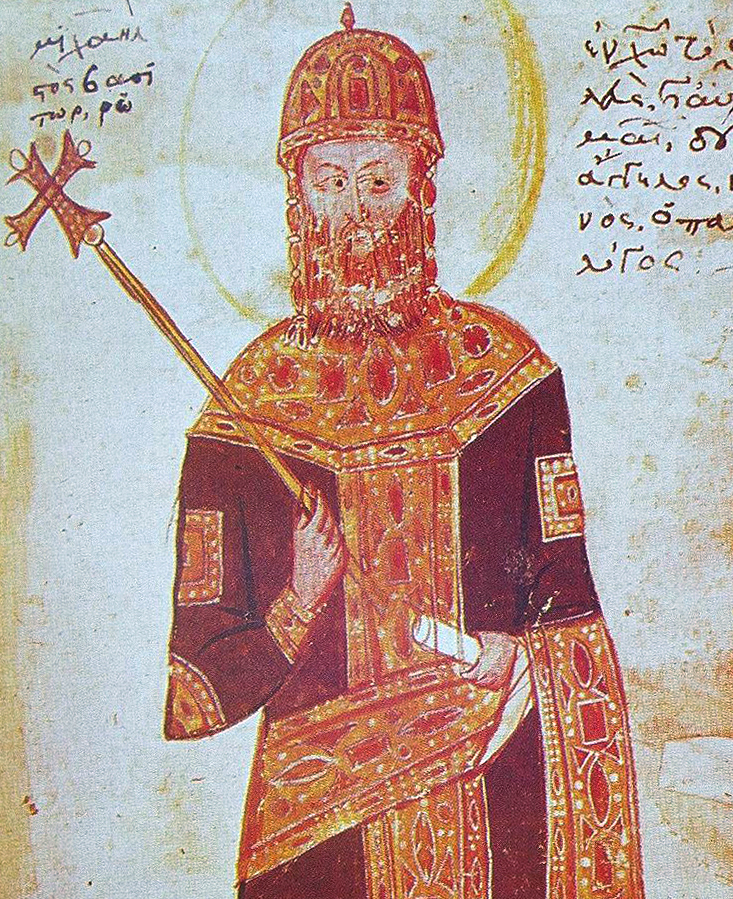
1261년 미하일 8세 팔레올로고스 황제는 라틴 제국으로부터 콘스탄티노폴리스를 탈환했다. 마하일 황제와 그의 왕조는 서방과의 화해를 추구했지만, 비잔티움 제국 내의 신민들은 이에 크게 실망했다.

1261년 미하일 8세 팔레올로고스 황제가 라틴 제국으로부터 콘스탄티노폴리스를 탈환하면서 교황권은 위신을 잃고 종교적 권위에 심각한 손상을 입었다. 다시 한 번 비잔티움인들은 로마 황제의 지위뿐만 아니라 로마를 중심으로 한 교회로부터 독립된 교회에 대한 권리를 주장했다. 미하일 황제의 통치 기간 동안 활동했던 교황들은 모두 비잔티움에 대한 종교적 권위를 주장하는 정책을 지속했다. 미하일은 교황이 서방에서 상당한 영향력을 행사하고 있다는 사실을 알고 있었기 때문에(그리고 1204년의 사건이 반복되는 것을 막기 위해서) 도시를 점령한 직후 당시 교황이던 우르바노 4세에게 사절단을 파견했다. 두 명으로 구성된 사절단은 이탈리아에 발을 딛자마자 즉시 투옥되어 한 명은 산 채로 가죽이 벗겨졌으며 다른 한 명은 간신히 콘스탄티노폴리스로 도망쳤다. 1266년부터 1282년 사망하기 전까지 미하일은 라틴 제국의 부활을 원하고 주기적으로 교황의 지원을 받던 시칠리아의 왕 카를루 1세로부터 지속적인 위협을 받았다.
미하일 8세와 팔레올로고스가에 속한 그의 황제 계승자들은 로마 교회와 동방 정교회를 재결합시키기를 원했는데, 이것의 주요한 이유는 미하일이 오직 교황만이 시칠리아의 왕 카를루 1세를 막을 수 있을 것이라고 생각했기 때문이다. 이를 위해 비잔티움 사절단은 1274년 제2차 리옹 공의회에 참석했으며, 콘스탄티노폴리스의 교회는 공식적으로 로마 교회와 200년이 넘는 세월 만에 재통합되어 친교를 회복했다. 콘스탄티노폴리스로 돌아온 뒤 미하일은 "당신은 프랑크인이 되었다"라는 조롱을 받았는데, 이 말은 현재까지 가톨릭으로 개종한 사람들을 조롱하는 그리스어 용어로 남아 있다. 이렇게 형성된 교회 연합은 비잔티움 신민들, 정교회의 성직자들, 심지어는 황실 내부에서도 매우 강한 반대를 일으켰다. 미하일의 여동생 에울로기아(Εὐλογία)와 에페이로스의 왕 니키포로스 1세 콤니노스 두카스의 아내인 에울로기아의 딸은 교회 연합에 반대하는 이들의 주요한 지도자 중 하나였다. 니키포로스 1세의 이복형 요한 1세 두카스, 심지어는 트라페준타 제국의 황제 요안니스 2세 콤니노스마저 반연합주의에 합류하여 콘스탄티노폴리스를 탈출하는 교회 연합에 반대하는 이들을 도왔다.
그럼에도 불구하고 연합 설립은 미하일의 주요 목표를 성공시켰다. 그것은 서방의 관점에서 미하일과 그의 후계자들을 콘스탄티노폴리스의 통치자로서 합법화한 것이다. 더욱이 아나톨리아의 잃어버린 지역을 되찾기 위한 십자군에 대한 미하일의 생각은 공의회에서 긍적적인 반응을 얻었다. 그러나 그러한 계획은 실행되지 않았다. 1281년 미하일이 파문당했을 때 교회 연합은 분열되었는데, 이것은 당시 교황이었던 마르티노 4세가 시칠리아의 왕 샤를로 1세에게 압력을 받았기 때문이다. 미하일의 죽음 이후, 시칠리아에서의 만종 사건과 앙주 가의 침공 위협이 가라앉자 미하일의 계승자인 안드로니코스 2세는 비잔티움 내에서 혐오를 받던 교회 연합을 재빨리 부인하고 거부했다. 미하일이 죽은 후 교황은 주기적으로 콘스탄티노폴리스에 대한 새로운 십자군을 고려하며 다시 한 번 로마 교회의 통치를 강요했지만 그러한 계획은 실제로 실행되지 않았다.
미하일 8세는 이전의 비잔티움 황제들과 달리 교황이 서한과 공의회에서 그를 '그리스인의 황제'라고 부르는 것을 항의하지 않았음에도 불구하고, 그의 보편적인 황제권 개념은 영향을 받지 않았다. 콘스탄티노폴리스가 빠르게 팽창하는 오스만 제국에 둘러싸인 1395년까지만 해도 콘스탄티노폴리스 총대주교 안토니오스 4세는 모스크바 대공 바실리 1세에게 보낸 편지에서 여전히 보편 제국의 개념을 언급하면서, '황제'를 칭하는 비잔티움 황제 이외의 사람들은 '불법'적이고 '부자연스럽다'고 말했다.
오스만 제국의 위험에 직면한 미하일의 계승 황제, 특히 요안니스 5세와 마누일 2세는 교회 연합을 회복시키려고 노력했지만, 이런 활동에 신민들은 크게 실망했다. 1439년 피렌체 공의회에서 비잔티움 황제 요안니스 8세는 비잔티움에 얼마 남지 않은 영토들에 대한 오스만 제국의 공격이 임박했음을 고려하여 교회 연합을 재확인했다. 그러나 이와 같은 행위는 비잔티움 신민들 스스로에게, 오스만 제국에 대항하는 위대한 서방 십자군을 약속한 교회 연합은 그들의 제국에 대한 사형 집행 영장이었다. 요안니스 8세는 신민들의 신앙과 그들의 전체 제국에 대한 이념과 세계관을 배반했다. 요안니스 8세의 노력의 결실인 약속된 십자군 원정은 1444년 바르나 전투에서 오스만 제국에게 패배하면서 재앙으로 끝났다.

## 비잔티움 제국-불가리아 분쟁

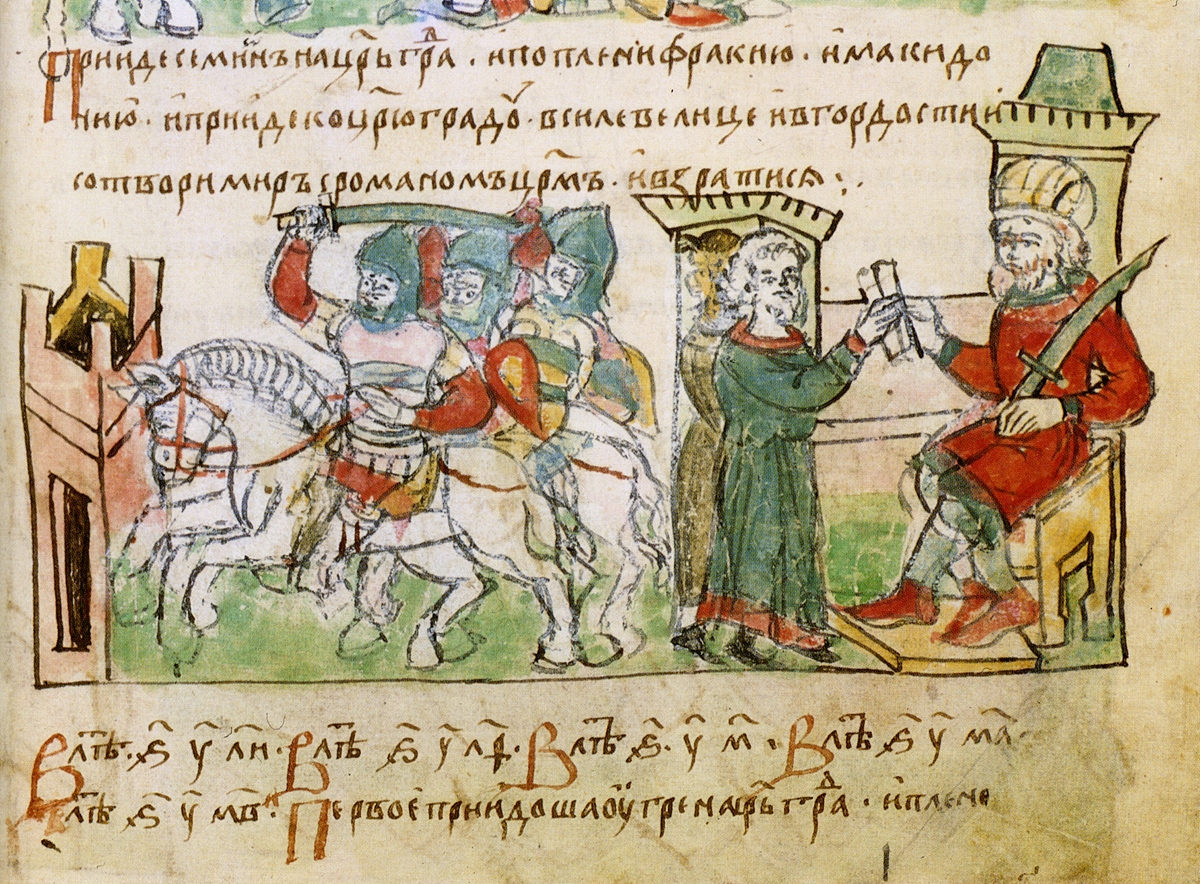
불가리아의 시메온 1세와 협상하고 있는 로마노스 1세의 모습을 담은 15세기 세밀화 채식필사본(Radziwiłł Chronicle).

비잔티움 제국과 신성 로마 제국 사이의 분쟁은 거의 모두 외교의 영역에 국한되어 전쟁으로 폭발하지 않았다. 이것은 아마 두 제국 간의 상당한 지리적 거리를 두고 있었고, 이 거리를 양쪽의 두 황제가 대규모 원정을 벌이는 것은 불가능했을 것이기 때문이다. 독일, 프랑스 등의 서방의 사건들은 일반적으로 비잔티움인들에게 거의 흥미를 끌지 못했는데, 이는 서방이 결국에는 비잔티움에 의해 재정복될 것이라고 굳게 믿었기 때문이다. 913년 불가리아 제1제국의 크냐지 시메온 1세가 군대를 이끌고 콘스탄티노폴리스 성벽에 도착했다. 시메온 1세의 요구는 불가리아가 비잔티움 제국으로부터 독립된 것으로 인정받은 것을 포함하여 콘스탄티노폴리스의 보편 제국을 흡수하여 이를 대체하는 새로운 보편 제국이 되어야 한다는 것이었다. 이러한 위협으로 인해 콘스탄티노폴리스 총대주교인 니콜라스 미스티코스는 시메온에게 제국의 왕관을 수여했다. 시메온은 로마인의 황제가 아닌 불가리아인의 황제로 지정되었기 때문에 이는 다소 정직하지 못한 외교적 제스처였다.
비잔티움 제국은 얼마 후 시메온이 자신을 불가리아인의 황제이자 불가리아인과 로마인의 황제라고 자칭하고 있음을 알게 되었다. 이 문제는 927년 시메온이 죽고 그의 아들이자 황제 계승자인 페터르 1세가 콘스탄티노폴리스의 보편 제국에 대한 복종의 표시로 자신을 '불가리아인의 황제'라고만 칭하면서 해결되었다. 시메온의 주장에서 비롯된 분쟁은 칼로얀(1196-1207)과 이반 아센 2세(1218-1241) 등과 같이 '불가리아인과 로마인의 황제'라는 칭호를 다시 칭한 강력한 힘을 가진 불가리아의 군주들에 의해 종종 되살아났다. 칼로얀은 교황 인노첸시오 3세로부터 황제로 인정받기를 시도했지만, 인노첸시오 3세는 이를 거절하고 대신 그를 왕으로 즉위시킬 추기경을 제공하겠다고 제안했다. 그리고 1346년 세르비아 제국의 스테판 두샨이 '세르비아인과 로마인의 황제'를 자칭하면서 세르비아의 군주들에 의해 일시적으로 촉발되었다.

## 신성 로마 제국-오스만 제국 분쟁

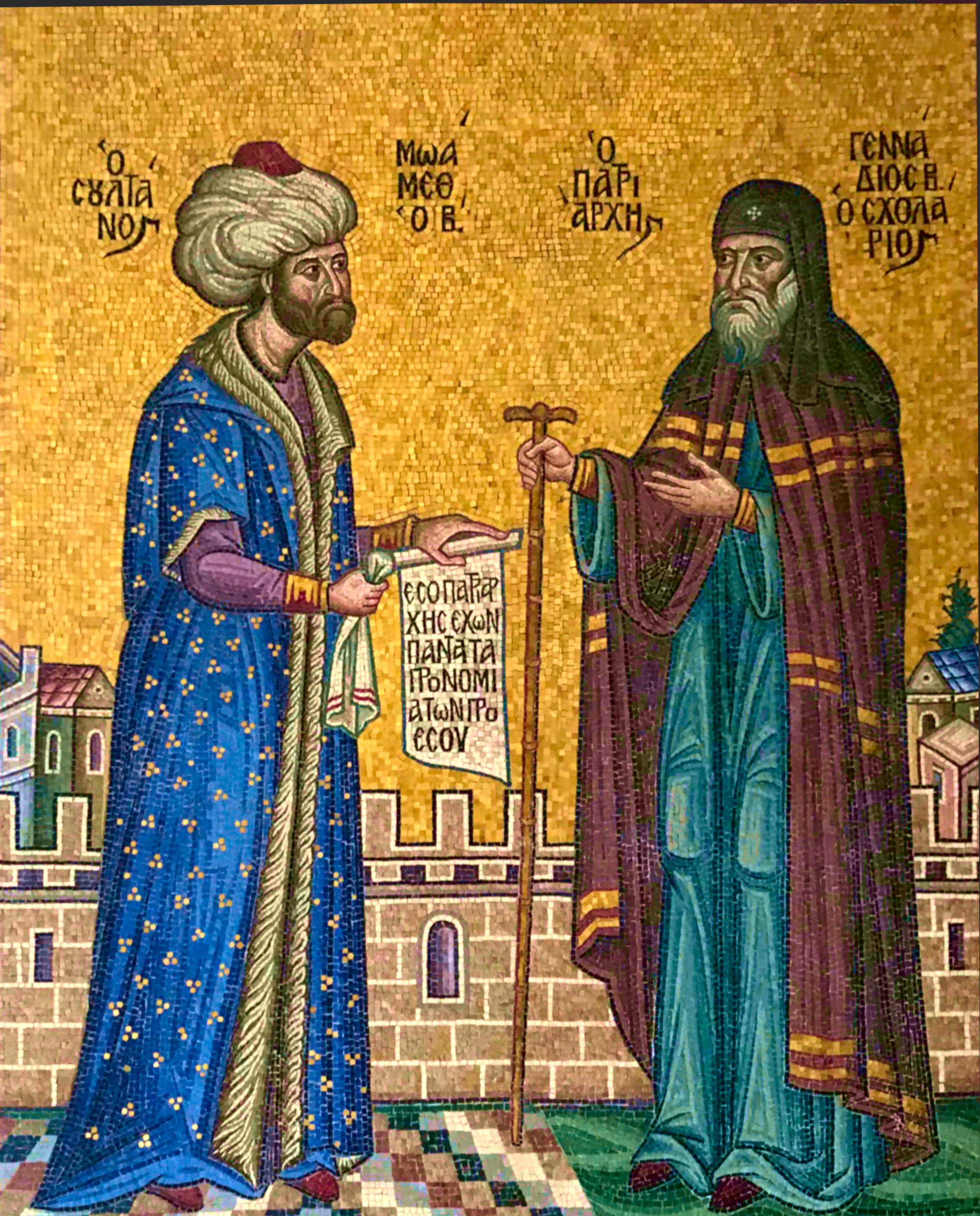
술탄 메흐메트 2세(왼쪽, 오른쪽에 게나디우스 스콜라리우스 총대주교)는 1453년 콘스탄티노폴리스를 점령하면서 비잔티움 제국의 유산을 주장했다. 메흐메트 2세와 그 뒤를 이은 오스만 제국의 술탄들은 1606년까지 계속해서 신성 로마 제국의 군주들을 황제로 인정하는 것을 거부했다.

1453년 콘스탄티노폴리스가 함락되고 비잔티움 제국을 대신하여 동방에서 오스만 제국이 부상하면서 두 황제 문제가 다시 촉발되었다. 콘스탄티노폴리스를 점령한 메흐메트 2세는 명시적으로 자신을 Kayser-i Rûm(로마 제국의 카이사르)라고 칭하고 로마의 칭호를 사용하여 세계를 지배할 수 있다고 지배했다. 메흐메트는 의도적으로 비잔티움 제국의 전통에 자신을 연결하여 콘스탄티노폴리스를 거의 바꾸지 않고 수리 및 (때로는 강제적인) 이민을 통해 도시를 복원하는 작업을 수행하여 곧 도시의 경제 성장을 가져왔다. 또한 그는 새로운 그리스 정교회 총대주교인 게나디우스 스콜라리우스(Γεννάδιος Βʹ)를 임명하고 자신의 주화를 만들기 시작했다. 게다가 메흐메트는 비잔티움에서 영감을 받은 더 엄격한 궁정 의식과 의전을 도입했다.
오스만 제국 내의 동시대인들은 메흐메트의 제국 칭호와 세계 지배에 대한 그의 주장을 인정했다. 역사가 미하일 크리토불로스(Μιχαήλ Κριτόβουλος)는 술탄을 '황제 중의 황제', '전제 군주', '신의 뜻에 따른 지구와 바다 전체의 제왕'으로 묘사했다. 베네치아의 도제에게 보낸 편지에서 메흐메트는 그의 신하들로부터 '황제'라고 불렸다. 또한 '대공'이나 '튀르크 로마의 군주' 등의 칭호도 그를 칭하는 데에 사용되었다. 콘스탄티노폴리스와 이전의 비잔티움의 시민들은 오스만 제국을 여전히 그들의 제국, 보편적 제국을 대표하는 것으로 인식했다. 그들에게 제국의 수도는 여전히 콘스탄티노폴리스였고 제국의 통치자인 메흐메트 2세는 바실레우스였다. 이전의 비잔티움 황제와 마찬가지로 오스만 술탄의 제국의 지위는 주로 신성 로마 제국의 황제를 동등한 통치자로 인정하지 않는 것으로서 표현되었다. 외교적으로 서로마 황제는 빈이나 헝가리의 왕(kıral)이라는 칭호로 받았다. 이 관행은 오스만 제국(쉴레이만 1세 치하)과 오스트리아 대공국(카를 5세를 대신하여 페르디난트 1세가 대표하여)이 서명한 1533년 콘스탄티노폴리스 조약에 의해 확고해지고 강화되었다. 이에 따라 페르디난트 1세를 독일의 왕으로, 카를 5세를 스페인의 왕으로 간주하기로 합의했다. 이 칭호는 술탄이 보유한 황실 칭호에 종속된 오스만 제국의 대재상과 동등한 등급으로 간주되었다. 또한 콘스탄티노폴리스 조약은 모든 서명국이 오스만 술탄을 제외한 다른 사람을 황제로 간주하는 것을 금지했다.

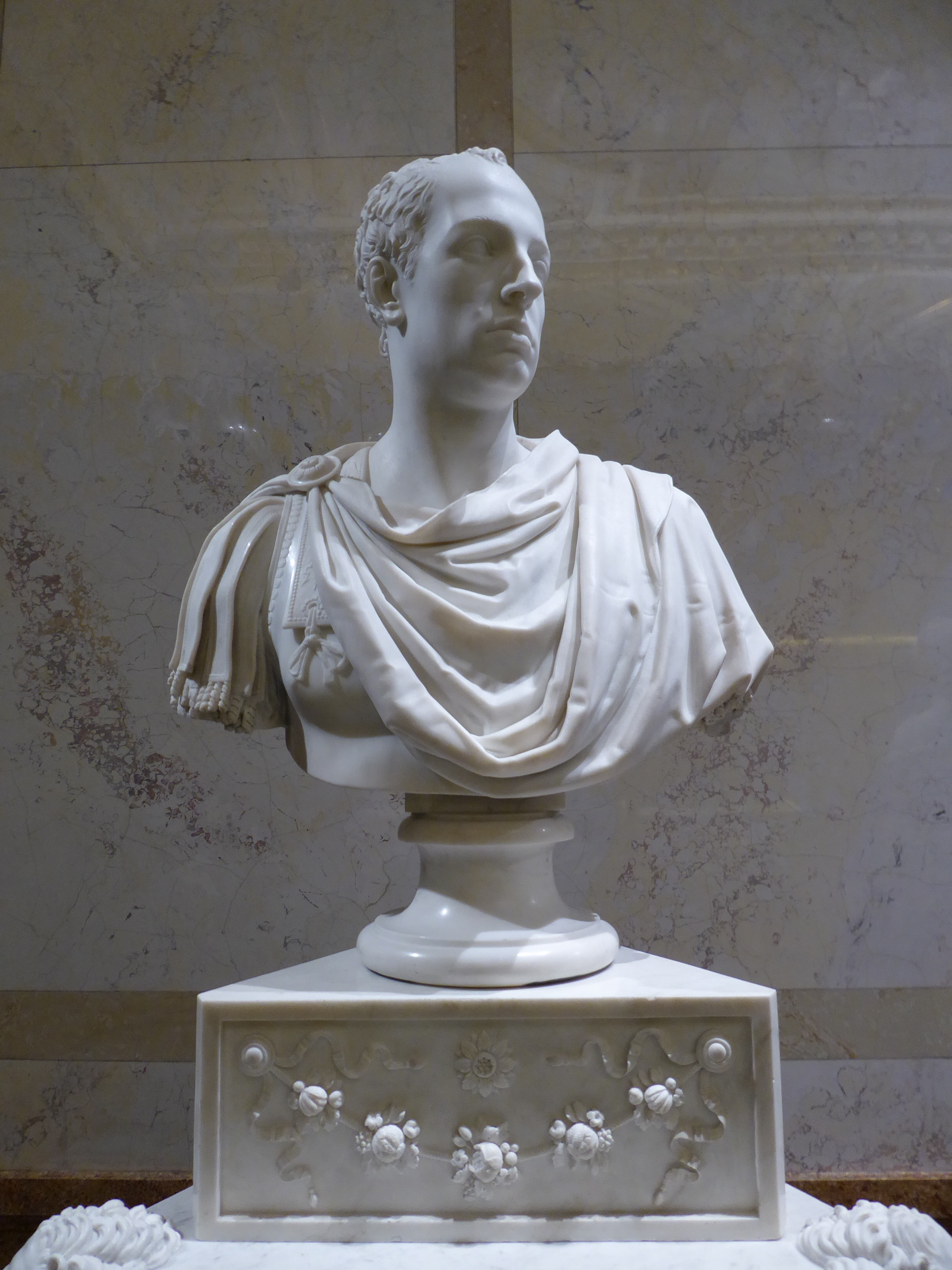
고대 로마의 대리석 흉상에서 영감을 받아 제작된 마지막 신성 로마 황제인 프란츠 2세의 대리석 흉상의 모습.

두 황제 문제와 신성 로마 제국과 오스만 제국 사이의 분쟁은 두 제국 간의 전쟁에서 오스만 제국의 연이은 패배에 이어 평화 조약에 서명함으로써 마침내 해결되었다. 1606년 즈시바토로크 조약에서 오스만 제국의 술탄 아흐메트 1세는 처음으로 신성 로마 제국의 황제 루돌프 2세를 kıral이 아닌 파디샤(황제)라는 칭호로 부르면서 공식적으로 그를 황제로 인정했다. 아흐메트 1세는 "아들에게 대하는 아버지처럼"이라는 표현을 사용했고, 이는 동방 제국이 서방의 제국보다 어느 정도는 우위를 점하고 있음을 상징적으로 강조했다. 오스만 제국 술탄이 신성 로마 황제를 동등하게 인정했음에도 불구하고 오스만 제국 내에서는 술탄이 보편적인 통치자라고 생각하는 경향이 남아 있었다. 그리스 정교회 예루살렘 총대주교인 안티무스(Άνθιμος)는 그는 오스만 제국을 지상 최고의 제국으로 신이 직접 만든 것으로 이것은 팔레올로고스가 황제와 서방 기독교인의 거래로 발생한 일이라고 보았다. 그의 생각은 1798년에 그가 쓴 글에서 드러난다:
| “ | 우리의 자비롭고 전지전능하신 주님께서 어떻게 우리의 거룩한 정교회 신앙의 온전함을 보존하고 (우리) 모두를 어떻게 구원했는지 보십시오. 주님께서는 어떤 면에서 정통 신앙에 벗어나기 시작한 우리 로메이 제국(Romaioi) 대신에 강력한 오스만 제국을 세우셨습니다. 그리고 그는 이 오스만 제국이 주님의 뜻에 존재하게 되었다는 것을 의심할 여지없이 증명시키기 위해 다른 무엇보다 이 오스만 제국을 거대하게 만드셨습니다.... 주님으로부터 나온 권위 외에는 다른 권세가 없기 때문에, 이는 주님의 뜻입니다. | ” |

주로 독일에 위치한 제국이 유일하게 합법적인 제국을 구성한다는 신성 로마 제국의 사상은 결국 고대 로마인들과 연관시키기보다는 독일과 제국의 칭호를 만들어냈다. '독일 민족의 신성 로마 제국'(공식적으로 거의 사용되지 않는 문구)의 최초의 언급은 15세기부터였으며 나중에 점점 많이 사용되는 약칭인 '로마-게르만 제국'(imperium Romano-Germanicum)은 제국의 동시대 사람들이 제국과 제국의 황제를 고대부터 존재했던 로마 제국의 계승자가 아니라, 정치적, 역사적인 이유로 군주를 '황제'라고 부르는 중세 독일에 나타난 새로운 실체를 보았다는 것을 증명한다. 16세기부터 현대에 이르기까지, '황제'라는 용어는 다른 국가들의 통치자들에게도 점점 더 많이 적용되었다. 신성 로마 황제들은 1806년 마지막 신성 로마 황제인 프란츠 2세가 퇴위할 때까지 자신들이 고대 로마 황제의 계승자라고 주장했다.

## 신성 로마 제국-러시아 분쟁

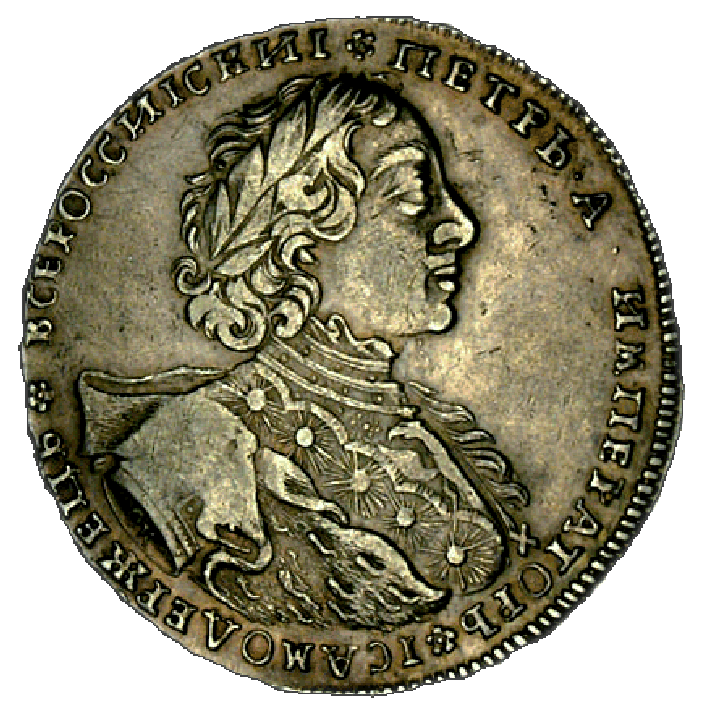
고대 로마 황제들이 주화에 새겨진 것을 따라 만든 주화로, 차르 표트르 1세가 월계관으로 꾸며져 있는 모습이 담겨있다.

1488년 신성 로마 제국에서 러시아로 첫 번째 대사가 파견될 때부터, '황제 문제는 이미 모스크바로 옮겨졌다.' 1472년 모스크바 대공 이반 3세는 마지막 비잔티움 황제 콘스탄티노스 11세의 조카딸 소피아 팔레올로기나와 결혼했으며 비공식적으로 모든 러시아 공국들의 '차르'(황제)라고 선언했다. 1480년에 이반 3세는 킵차크 칸국에 대한 조공을 중단하고 제국의 쌍두수리를 자신의 상징 중 하나로 채택했다. 프스코프의 수도원장 필로페이(Филофей)는 특유의 러시아 제국의 로마에 대한 해석을 발전시켰다. 이 해석은, 첫 번째 로마는 이단(가톨릭)들에게, 두 번째 로마(콘스탄티노폴리스)는 이도교(오스만)에게 멸망당했지만, 세 번째 로마인 모스크바는 세상이 끝날 때까지 유지될 것이라고 주장한다.
1488년 이반 3세는 자신의 칭호를 황제와 동등한 것으로 인정해줄 것을 요구했으나 신성 로마 황제 프리드리히 3세와 다른 서방의 통치자들은 이를 거부했다. 이에 이반 3세의 주장은 처음보다 더 나아가 자신이 최초의 로마 황제인 아우구스투스의 후손이라고 주장했다. 이후 1561년 러시아에서는 차르 대관식에서 비잔티움의 대관식을 교회 슬라브어로 번역하고 비잔티움의 상징(Regalia)들을 러시아의 것이라고 주장했다.
역사학자 마셜 포에 따르면, 제3의 로마 이론은 처음으로 성직자들 사이에서 퍼지고 초기에 대부분은 여전히 모스크바가 콘스탄티노플(차르그라드)에 종속된 것으로 해석했으며 이반 4세도 같은 입장을 취했다. 마셜 포는 프스코프 수도원장 필로페이의 제3의 로마 교리가 범슬라브주의가 발전할 때까지 러시아에서 대부분 잊혀지고, 고의식파에서만 여겨졌을 것이라고 주장했다. 따라서 이 교리는 표트르와 예카테리나의 외교 정책에 직접적인 영향을 미칠 수는 없었음에도, 차르는 스스로를 로마인들과 비교했다. 제3의 로마의 팽창주의적 주장은 1855년 알렉산드르 2세의 대관식 이후에 다시 나타났는데, 이 관점을 통해 후대 러시아 작가들은 시대착오적으로 초근대 러시아를 재해석했다.
1697년~1698년 표트르 1세가 외교 사절단을 만들기 전에, 차르 정부는 신성 로마 제국과 그 헌법에 대한 이해가 부족했다. 1709년 폴타바 전투 이후 주조된 동전에 차르가 고대 로마 황제로 묘사되었을 때와 같이, 표트르 1세 치하에서 쌍두수리의 사용이 증가했고 덜 비잔티움적인 과거 로마의 상징이 채택되었다. 대북방 전쟁으로 러시아는 여러 북독일의 군주들과 동맹을 맺고 러시아군은 독일 북부에서 전투를 벌였다. 1718년, 표트르는 1514년 8월 4일 신성 로마 황제 막시밀리안 1세가 차르 바실리 3세에게 황제가 차르에게 황제(Kaiser)라고 부르며 암묵적으로 그와 동등하다고 해석되는 편지를 출판했다. 그리고 1721년 10월에 그는 '임페라토르'(imperator)를 칭했다. 신성 로마 황제들은 이 새로운 칭호를 인정하는 것을 거부했으며, 나중에 막시밀리안 1세가 보낸 편지가 러시아 군주에게 '카이저'라고 부른 유일한 일이라는 것이 밝혀졌다. 신성 로마 황제들은 러시아와 독일의 군주가 번갈아 가며 유럽의 최고 통치자가 되는 표트르의 제안도 거부했으며, 프랑스의 지원을 받는 카를 6세는 오직 한 명의 황제만이 있을 수 있다고 주장했다. 1726년 카를 6세와 러시아의 예카테리나 1세 간의 동맹이 공식적으로 체결되었음에도 불구하고 러시아 군주들은 신성 로마 황제와 서신을 주고 받을 때 황제라는 칭호를 사용하지 않는다는 것이 분명히 규정되었으며, 동맹 조약에는 이에 대한 언급이 생략되었다.
러시아의 주장이 점진적으로 받아들여진 이유는 오스트리아 왕위 계승 전쟁에서 전쟁 참여국들이 러시아를 동맹으로 끌여들이려고 시도했기 때문이다. 1742년 마리아 테레지아의 빈 법정은 공식적으로 러시아 제국의 황제 칭호를 인정했지만, 러시아 군주의 동등성은 인정하지 않았다. 테레지아의 경쟁자인 카를 7세는 1742년 자신의 대관식에서 러시아의 주장을 인정하기를 거부했으나, 1743년 말에 이르러 전쟁의 진행 상황과 동맹국 프로이센의 영향으로 인해 그는 어떤 형태이든지 인정이 이루어져야 한다고 생각했다. 그러나 여기에서 카를 7세는 자신이 신성 로마 황제가 아닌 바이에른 선제후로서 자격으로 행동했다. 그가 죽을 때까지 이 문제는 여전히 황실에서 공식적으로 해결되지 않았다. 신성 로마 제국의 선거인단이 러시아의 주장을 인정한 것은 1745년이 되어서야 새로 선출한 프란츠 1세(테레지아의 남편)가 작성한 문서를 통해 1746년 제국 의회(Reichstag)에서 공식적으로 비준되었다.
1733년에서 1762년 사이에 러시아군은 제국 내에서 세 번 오스트리아군과 함께 싸웠다. 1762년부터 1796년까지 러시아를 통치한 예카테리나 2세는 독일의 공주였다. 1779년에 예카테리나는 바이에른 왕위 계승 전쟁을 테셴 조약을 통해 중재하여 전쟁을 끝내는 것을 도왔다. 이후 러시아는 프랑스, 스웨덴과 같이 1648년 베스트팔렌 조약에 따라 제국 헌법의 보증인이라고 주장했다. 1780년 예카테리나 2세는 오스만 제국의 침공을 통해 새로운 그리스 제국 또는 복원된 비잔티움 제국의 성립을 요구했고, 이를 위해 신성 로마 황제 요제프 2세와 예카테리나 2세 간의 새로운 동맹이 맺어졌다. 이 동맹은 당시 양 당사자 모두에게 큰 성공으로 예상되었다. 그리스 계획이나 오스트리아-러시아 전쟁은 오래 지속되지 않았다. 그럼에도 두 국가는 나폴레옹에 대항한 연합과 유럽 협력의 일부였다. 모든 신성 로마 제국-러시아 분쟁은 1806년 신성 로마 제국의 해체로 끝났다.

## 문장
여러 쌍두수리 문장
- 후기 비잔티움 문장, 팔레올로고스가(1400년대)
- 신성 로마 제국의 깃발, 합스부르크가(1400–1806)
- 이반 4세의 문장, 류리크가(1577)
- 러시아 제국의 문장, 로마노프가(1882)
- 오스트리아 제국의 문장, 합스부르크가(1815)
- 셀주크 제국과 룸 술탄국이 사용한 문장; 오스만 제국, 아이유브 술탄국, 맘루크 술탄국 등에서 사용했다.

## 같이 보기
- 로마 제국의 유산
- 동방 그리스 세계와 서방 라틴 세계
- 교회의 대분열
- 황제교황주의
- 서임권 투쟁
- 콘스탄티누스의 기증
- 대립교황
- 외왕내제

### 내용주
1. ↑  이 용어는 헨드릭 W. 오네소르게가 이 문제에 대한 첫 번째 주요 논문에서 소개했다. Ohnsorge 1947
2. ↑  Deo coronatus, '신의 왕관을 씌운'으로 불린다
3. ↑  autokrator, '라틴의 중재자'라고 불렸다
4. ↑  오토 1세는 또한 신성 로마 제국의 이탈리아 왕국의 왕으로 즉위했었다
5. ↑  Knyaz, 왕자 혹은 왕을 뜻한다.
6. ↑  비잔티움의 황제들이 약간 관여했었으나, 오스만 제국 이전에는 황제가 직접 개입하는 것은 결코 행해지지 않았다.
7. ↑  현대까지도 이들은 '그리스인'이 아닌 '로마인'으로 여겨진다.
8. ↑  프로이센은 1721년에 표트르 1세가 임페라토르를 칭하고 거의 즉시 러시아의 칭호를 인정했다.

### 참조주
1. 1 2 3  Nicol 1967, 319쪽.
2. ↑  Browning 1992, 57쪽.
3. ↑  Browning 1992, 58쪽.
4. 1 2  Browning 1992, 60쪽.
5. ↑  Frassetto 2003, 212쪽.
6. 1 2  Nelsen & Guth 2003, 4쪽.
7. 1 2  Nelsen & Guth 2003, 5쪽.
8. ↑  Van Tricht 2011, 73쪽.
9. ↑  Van Tricht 2011, 74쪽.
10. ↑  Lamers 2015, 65쪽.
11. 1 2 3 4 5 6  Muldoon 1999, 47쪽.
12. 1 2 3 4 5  Velde 2002.
13. ↑  Nicol 1967, 320쪽.
14. 1 2  Browning 1992, 61쪽.
15. 1 2 3 4 5 6  West 2016.
16. ↑  Muldoon 1999, 48쪽.
17. 1 2  Muldoon 1999, 49쪽.
18. 1 2 3  Muldoon 1999, 50쪽.
19. 1 2  Jenkins 1987, 285쪽.
20. 1 2  Gibbs & Johnson 2002, 62쪽.
21. ↑  Nicol 1967, 321쪽.
22. 1 2 3  Halsall 1996.
23. ↑  Nicol 1967, 318쪽.
24. 1 2  Muldoon 1999, 51쪽.
25. ↑  Brand 1968, 15쪽.
26. ↑  Brand 1968, 176쪽.
27. 1 2 3  Brand 1968, 177쪽.
28. 1 2  Brand 1968, 178쪽.
29. ↑  Brand 1968, 179쪽.
30. ↑  Brand 1968, 180쪽.
31. ↑  Brand 1968, 181쪽.
32. ↑  Loud 2010, 79쪽.
33. ↑  Brand 1968, 182쪽.
34. ↑  Brand 1968, 184쪽.
35. ↑  Brand 1968, 185쪽.
36. ↑  Brand 1968, 187쪽.
37. ↑  Brand 1968, 188쪽.
38. 1 2 3  Van Tricht 2011, 64쪽.
39. ↑  Brand 1968, 189쪽.
40. ↑  Brand 1968, 190쪽.
41. ↑  Brand 1968, 191쪽.
42. ↑  Brand 1968, 192쪽.
43. ↑  Brand 1968, 193쪽.
44. ↑  Brand 1968, 194쪽.
45. ↑  Van Tricht 2011, 61쪽.
46. ↑  Van Tricht 2011, 62쪽.
47. 1 2  Van Tricht 2011, 63쪽.
48. ↑  Van Tricht 2011, 75쪽.
49. ↑  Van Tricht 2011, 76쪽.
50. 1 2  Van Tricht 2011, 77쪽.
51. ↑  Geanakoplos 1959, 140f쪽.
52. ↑  Geanakoplos 1959, 189f쪽.
53. ↑  Geanakoplos 1959, 258–264쪽.
54. ↑  Nicol 1967, 338쪽.
55. ↑  Geanakoplos 1959, 264–275쪽.
56. ↑  Geanakoplos 1959, 286–290쪽.
57. ↑  Geanakoplos 1959, 341쪽.
58. ↑  Fine 1994, 194쪽.
59. ↑  Nicol 1967, 332쪽.
60. ↑  Nicol 1967, 316쪽.
61. ↑  Nicol 1967, 333쪽.
62. 1 2  Nicol 1967, 325쪽.
63. 1 2 3  Nicol 1967, 326쪽.
64. ↑  Sweeney 1973, 322–324쪽.
65. ↑  Wilson 2016, 148쪽.
66. 1 2 3 4  Süß 2019.
67. 1 2  Nicol 1967, 334쪽.
68. ↑  Shaw 1976, 94쪽.
69. ↑  Whaley 2012, 17–20쪽.
70. ↑  Wilson 2016, 153쪽.
71. 1 2 3 4  Wilson 2016, 152–155쪽.
72. ↑  Poe 1997, 6쪽.
73. ↑  Poe 1997, 4–7쪽.
74. ↑  Napier, M. and Browne, J., (eds.) (1842) ‘Czar’, Encyclopædia Britannica, A. and C. Black, 579쪽.
75. ↑  Кристиан Штеппан. Австро-русский альянс 1726 г.: долгий процесс при общих политических интересах сторон // Славянский мир в третьем тысячелетии. - Т. 11 (2016). - С. 88.
76. ↑  Мартенс, Федор Федорович. Recueil des Traités et Conventions conclus par la Russie avec les puissances étrangères, publié d' ordre du Ministère des Affaires Etrangères. — Т. 1: Трактаты с Австрией, 1648—1762. — Санкт-Петербург, 1874. — С. 32—44.
77. ↑  Richard Lodge. Russia, Prussia, and Great Britain, 1742-4 // The English Historical Review. — Vol. 45 (October 1930). — P. 599.
78. ↑  Петрова М. А. Признание императорского титула российских государей Священной Римской империей: проблема и пути ее решения (первая половина 1740-х годов) // Новая и новейшая история. — Выпуск 6 (2022). — С. 43—59.
79. ↑  Петрова М. А. Герман Карл фон Кейзерлинг и признание императорского титула российских государей Священной Римской империей германской нации в 1745–1746 гг. // Вестник МГИМО-Университета. — 2021. — № 14 (6). — С. 89–109.
80. ↑  Hoffmann 1988, 180쪽.
81. ↑  Beales 1987, 432쪽.
82. ↑  Beales 1987, 285쪽.

### 참고 문헌
- Beales, Derek (1987). 《Joseph II: Volume 1, In the Shadow of Maria Theresa, 1741-1780》. New York: Cambridge University Press.
- Brand, Charles M. (1968). 《Byzantium Confronts the West, 1180–1204》. Cambridge, Massachusetts: Harvard University Press. LCCN 67-20872. OCLC 795121713.
- Browning, Robert (1992). 《The Byzantine Empire》 Revis판. CUA Press. ISBN 978-0813207544.
- Fine, John V. A. Jr. (1994) [1987]. 《The Late Medieval Balkans: A Critical Survey from the Late Twelfth Century to the Ottoman Conquest》. Ann Arbor, Michigan: University of Michigan Press. ISBN 0-472-08260-4.
- Frassetto, Michael (2003). 《Encyclopedia of Barbarian Europe: Society in Transformation》. ABC-CLIO. ISBN 978-1576072639.
- Geanakoplos, Deno John (1959). 《Emperor Michael Palaeologus and the West, 1258–1282: A Study in Byzantine-Latin Relations》. Cambridge, Massachusetts: Harvard University Press. OCLC 1011763434.
- Gibbs, Marion; Johnson, Sidney (2002). 《Medieval German Literature: A Companion》. Routledge. ISBN 0415928966.
- Jenkins, Romilly James Heald (1987). 《Byzantium: The Imperial Centuries, AD 610-1071》. Weidenfeld and Nicolson. ISBN 9780802066671.
- Lamers, Han (2015). 《Greece Reinvented: Transformations of Byzantine Hellenism in Renaissance Italy》. Brill. ISBN 978-9004297555.
- Loud, Graham (2010). 《The Crusade of Frederick Barbarossa: The History of the Expedition of the Emperor Frederick and Related Texts》. Ashgate. ISBN 9780754665755.
- Muldoon, James (1999). 《Empire and Order: The Concept of Empire, 800–1800》. Springer. ISBN 978-0312222260.
- Nelsen, Brent F.; Guth, James L. (2003). “Roman Catholicism and the Founding of Europe: How Catholics Shaped the European Communities”. 《ResearchGate》 (Draft).
- Nicol, Donald M. (1967). “The Byzantine View of Western Europe” (PDF). 《Greek, Roman and Byzantine Studies》 8 (4): 315–339.
- Ohnsorge, Werner (1947). 《Das Zweikaiserproblem im früheren Mittelalter. Die Bedeutung des byzantinischen Reiches für die Entwicklung der Staatsidee in Europa》 (독일어). Hildesheim: A. Lax. OCLC 302172.
- Poe, Marshall (1997). “Moscow, the Third Rome? The Origins and Transformation of a Pivotal Moment” (PDF). 《The National Council for Soviet and Eastern European Research》 49: 412–429.
- Shaw, Stanford (1976). 《History of the Ottoman Empire and Modern Turkey》. Cambridge University Press. ISBN 0-521-29163-1.
- Sweeney, James Ross (1973). “Innocent III, Hungary and the Bulgarian Coronation: A Study in Medieval Papal Diplomacy”. 《Church History》 42 (3): 320–334. doi:10.2307/3164389. JSTOR 3164389. S2CID 162901328.
- Van Tricht, Filip (2011). 《The Latin Renovatio of Byzantium: The Empire of Constantinople (1204–1228)》. Leiden: Brill. ISBN 978-90-04-20323-5.

- Whaley, Joachim (2012). 《Germany and the Holy Roman Empire: Volume I: Maximilian I to the Peace of Westphalia, 1493–1648》. Oxford University Press. ISBN 978-0199688821.
- Wilson, Peter H. (2016). 《Heart of Europe: A History of the Holy Roman Empire》. Cambridge, MA: Belknap Press. ISBN 9780674058095.

### 참고 웹사이트 문헌
- Halsall, Paul (1996). “Medieval Sourcebook: Liutprand of Cremona: Report of his Mission to Constantinople”. 《Fordham University》. 2020년 1월 5일에 확인함.
- Süß, Katharina (2019). “Der "Fall" Konstantinopel(s)”. 《kurz!-Geschichte》 (독일어). 2020년 1월 1일에 확인함.
- Velde, François (2002). “The Title of Emperor”. 《Heraldica》. 2019년 7월 22일에 확인함.
- West, Charles (2016). “Will the real Roman Emperor please stand up?”. 《Turbulent Priests》. 2020년 1월 4일에 확인함.